# Военноморски сили на България
Военноморски сили на България са един от трите вида въоръжени сили в структурата на Българската армия, наред с Военновъздушните сили и Сухопътните войски.

## История на българските военноморски сили

### Важни дати от историята
- През 814 хан Крум планира изграждането на боен флот, но умира при не ясни обстоятелства.
- През 922 г. Симеон води преговори с арабите относно обсада на Константинопол, чрез кораби, които арабите да предоставят или построят. Според някои сведения пратениците били подкупени от ромеите, а според други слухове са заловени. В крайна сметка преговорите са неуспешни
- 24 март 1203 г - Калоян  с щурм превзема важното пристанище Варна и създава плацдарм на българските сили в Черно море.
- 1207 - Калоян опитва да обсади Солун, но е убит от своя шурей Манастър, вероятно с участието в заговора на жена си - Ана Куманката
- 1235   - Първа доказан случай на българска военна флота. Йоан II Асен участва с 25 галери в международна коалиция от 300 кораба, която напада Константинопол. Защитата на град  е поверена на Жан дьо Бриен. Жофруа Вилардуен  пристига със 120 кораба, разбива коалицията, потапя 15 кораба и навлиза в Златния рог[1]
- 1236 - Йоан II Асен обсажда повторно Цариград и строи нова флота от допълнителни  25 галери. По негово време са създадени кокрабостроителници по р. Камчия,  но след известия че чумата е покосила жена му Ана, сина му Петър и брат му Александър, той решава че това е божие наказание и изгаря корабите
- 1307 - Теодор Светослав завоюва обратно всички черноморски градове между Месемврия и Агатопол обратно към България. Това е потвърдено от българо-ромейския мирен договор.
- 1315-1316 - Теодор Светослав сериозно застрашава интересите на Генуа. Така се ст га до въпросното решението на Officium Gazarie от 22 март 1316 г. известно като „Забрана за посещение на Загора/България”  Забележително е, че това Постановление засяга не само Белгород, но и други- те пристанища в региона, администрирани от българския цар[2]
- През 1318 е изадена була на папа Йоан ХХII от 26 февруари 1318 г., определяща границите на епископия Кафа (точно по времето на цар Теодор Светослав), където е записано град Варна в България (a la villa Varna in Bulgarian
- 1346 деспот Балик, владетел на Карвунската херцогство изпраща 1000 души на помощ на Ана Савойска чрез кораби. Тъй като през 1366 Амадей VI Савойски Зеленият граф оказва помощ на Византия чрез 1500 рицари, качени на 15 кораба, логично е да се предополага че Балик е имал флот близък до неговия като сила. Зеленият граф превзема последователно Агатопол, Месемврия и Анхиало. на 25 октомври обаче обсадаат на Варна пропада и и Амадей започва преговори с Балик
- През 1369  деспот Добротица, брат на Балик разполага със мощен флот от 12 галери. Приблизинтелно по това време мести столицата  на Добруджанското деспоство от Карвуна в Калиакра
- Септември 1372 - 1382 Добротица води морска война с Генуезката република.[3]
- Според нотариален акт от 18 септември 1373 г. Добротица и българите са посочени като заклети врагове на Генуезката република, които вече застрашават самата крепост Ликостомо – главната твърдина на Републиката по западното Черноморие
- 9 септември 1379 г. - при Босфора генуезкият адмирал Николо ди Марко удържа победа над обединената флота на венецианци, византийци, турци и българи и други техни православни съюзници (emulos Venetos, Grecos, Teucrod, Burgaros et alios orientales legii chrisiane contraries) /вероятно става дума за Добротица )
- Прези 1383  Сенатът на Венеция изпраща предупредителна нота до генуезкия дож да вдигне блокадата и да осигури достъп на венецианските кораби до черноморските български пристанища. Исканията не са изпълнени и войната Генуа- България. се интернационализира
- През 1383 венецианският байло на о. Тенедос – Дзанаки Мудацо, който води лична война с Генуя се присъединява с личната си галера към Добротица, срещу политическо убежище.
- ОТ 1384 силите на Добротица намаляват (особено след поедата на Генуа, над Венеция през 1381) и той води предимно дефанзифвна морска война
- На 24 май 1387 синът Добротица  - Иванко сключва мирен договор  с генуезците "Да се отнася с генуезците приятелски и с почит, да пазят имота им и самите тях по суша и по море дори във време на корабокрушение във всички свои области и да отблъскват от всякаква несправедливост… За стоките си, които внасят в територията на Иванко било по суша или по море, генуезците трябва да плащат мито 2% от стойността, т.е.1% за внос и 1% за износ. Корабите, златото, среброто, истинските перли и други скъпоценности са свободни от мито“.
- На 5 ноември 1444 се служва решителното сражение при Варна. 22 000 кръстоносна армия се изправя срещу 50 000 османска армия, която е прехвърлена от генуезката флота от Азия близо до Варна. Владислав III и Хунияди не дочакват обещаните от кардинал Цезарини 8 папски кораба 8 венециански галери , 4 кораба на бургуднския принц  и 2 дубровнишки кораба и дават сражение в което загива Владислав Варненчик. В сражението участват и отредите на българският цар Фружин
- 1854 - 14 годишният Райчо Николов преплува Дунава, с помощта на две кратунки, за да предупреди руснаците за готвената турска контраофанзива от Юмер Паша.
- 12 август 1879 – Създаден е Българският военен флот под наименованието „Дунавска флотилия и Морска част“ в град Русе.
- 9 януари 1881 – Създадено Морско училище към Дунавската флотилия, предшественик на днешното военноморско училище.
- 2 декември 1883 – Създадена е хидрографска служба към флота в Русе.
- 28 февруари 1884 – Създаден е Военноморският духов оркестър.
- 1 септември 1891 (стар стил) - Във Варна се състои освещаване на построеното в арсенала на флотилията в Русе българско параходче, на което Фердинанд I дава името  на сестра си Амалия.[4]
- 12 ноември 1897 – Военният флот е разделен на Дунавска флотилия с щаб в Русе и Морска част с щаб във Варна.
- 21 ноември 1897 – Създаден е Флотски арсенал, като работилница към морската част.
- 19 април 1898 – Създадена е минна част към Черноморския флот във Варна.
- 18 ноември 1898 – Крайцерът „Надежда“ е включен в състава на Черноморския ни флот.
- 13 януари 1899 – Дунавската флотилия и Морската част са обединени във Военноморски флот с щаб във Варна.
- 31 декември 1899 – Създаден е военноморски клуб във Варна.
- 12 февруари 1910 – Разположена е брегова артилерия в близост до Варна.
- 24 юни 1911 – На крайцера „Надежда“ е монтирана радиостанция „Telefunken“ – началото на свързочната дейност.
- 10 март 1912 – Специална морска школа е открита във Варна за обучение на среден военноморски технически персонал.
- 21 ноември 1912 – Най-голямата Българска военноморска победа – миноносецът „Дръзки“ торпилира турския крайцер „Хамидие“.
- 1 януари 1915 – В Българските ВМС е създадена Беломорска флотска част базирана в Дедеагач и Порто лаго.
- 9 март 1916 – от българско минно заграждение край Варна е потопен руският ескадрен миноносец „Лейтенант Пущин“.
- 25 май 1916 – Българският флаг е вдигнат на подводницата „Подводник № 18“ – началото на подводното дело в Българския флот.
- 5 – 7 септември 1916 – Осъществява се първият морски десант на Добруджанския бряг в региона на град Балчик.[5]
- 13 декември 1916 – Провежда се най-големият отбранителен морски бой във военноморската история на България с участието на брегова морска батарея, самолети от водохвърчилната станция и единствената българска подводница срещу отряд бойни кораби на Русия, бомбардиращи град Балчик.[6]
- 6 февруари 1917 моряци от Беломорската част свалят неприятелски хидросамолет.
- 1 май 1917 – Във Варна се сформира самостоятелна българска Водохвърчилна станция – начало на морската авиация.
- 4 май 1917 в Бяло море от българско минно заграждение е потопен британският миночистач (бивш траулер) „Лорд Солзбъри“ (HMT Lord Salisbury, 285 б.р.т.[7])
- 1 ноември 1934 – Излиза първият брой на вестник „Морски преглед“ – начало на военноморската периодика.
- 29 април 1941 – За втори път е сформиран Беломорски флот, базиран в Кавала и Дедеагач.
- 23 май 1943 – Открита е първата експозиция на Морския музей в сградата на Девическата гимназия в град Варна.
- 19 май 1944 – Сформирана е Охридската патрулна група в Охридското езеро.
- 15 декември 1944 – Създадена е военноморска база Бургас.
- 28 януари 1948 – Вдигнат е българският флаг на ескадрения миноносец „Анатолий Железняков“, два големи и десет малки преследвача на подводници, получени от Съветския съюз.
- 20 февруари 1950 – Вдигнат е българският флаг на ескадрения миноносец „Георги Димитров“.
- 2 октомври 1952 – Създава се Свързочен полк на Военноморските сили.
- 18 август 1954 – Създаден е дивизион подводници.
- 20 януари 1957 – Ескадреният миноносец „Георги Димитров“ за първи път плава извън Черно море.
- 14 октомври 1959 – Създадена е морска вертолетна ескадрила.
- 4 март 1965 – Старшина I степен Димитър Атанасов Димитров с цената на живота си спасява от гибел кораба, на който служи.
- 10 – 15 май 1969 – Първи поход на отряд кораби (стражеви кораби „Дръзки“ и „Смели“, миночистачи № 21 и № 22) в Средиземно море.
- 29 септември 1970 – Създадена е Бригада леки сили в Созопол.
- 31 юли 1971 – Създадено е Средно старшинско военноморско училище (от 1981 г. – Мичманско средно военноморско училище).
- 7 декември 1973 – Старши матрос Стефан Михалев Димитров загива, спасявайки от пожар кораба, на който служи.
- 19 август 1991 – Военноморският флот е преименуван на Военноморски сили.
- 19 септември 1996 – Създаден е Учебен център за подготовка на новобранци за Военноморските сили.
- 10 октомври 1997 – Във Варна се учредява Асоциация на възпитаниците на Морското училище.
- 16 януари 1998 – Във Варна се учредява Фондация „Български ВМС“.
- 9 – 11 април 1998 – Втора среща на командващите военноморските сили на Грузия, Румъния, Русия, Турция, Украйна и България в гр. Варна.
- 2 април 2001 – България и други Черноморски страни подписват споразумението BLACKSEAFOR.
- 18 май до 14 ноември 2001 – Българските Военноморски сили получават нови бойни знамена.
- 1 септември 2001 – Създадена е Военноморска учебна база.
- 2 – 3 април 2003 – Среща на Черноморските командващи.
- 2 април 2004 – България е пълноправен член на НАТО.
- 23 април до 26 май 2004 – Фрегатата „Смели“ и спомагателен кораб „Атия“ участват под формата на учение в операция на НАТО Active Endeavour в източното Средиземноморие.
- 18 юни до 2 юли 2004 – Българските Военноморски сили за четвърти път са домакин на учението на NATO Cooperative Partner.
- 28 август до 4 октомври 2005 – Фрегатата „Смели“ участва в операция на НАТО Active Endeavour в източното Средиземноморие – Първо реално участие на български кораб в операция на НАТО като пълноправен член.
- 21 октомври 2005 – Вдигнат Военноморският флаг на фрегатата „Дръзки“.
- 10 септември до 10 октомври 2006 – Фрегатата „Дръзки“ участва пълноценно и функционално в операцията на НАТО Active Endeavour.
- 10 октомври до 15 декември 2006 – Фрегатата „Дръзки“ участва в първата военноморска мисия на ООН „Unifil Marops“ за подпомагане на Ливанското правителство, което е и първото участие в задгранична мисия на българските Военноморски сили.

### Традиции
Въпреки че е създаден на 12 август 1879 г., българският военен флот отбелязва своя първи празник доста по-късно – през 1914 г. и то не на своя рожден ден, а на 21 ноември – датата, на която отрядът торпедоносци побеждава в морски бой турския крайцер „Хамидие“ през 1912 г. Още през следващата 1915 г. флотът организира празника извън своите рамки с участието на варненската общественост, но датата е вече 2 август – коронацията на княз Фердинанд на престола.
През следващите години, наред с 21 ноември, и Никулден се чества като морски празник, след 1944 г. и до 1956 г. се чества само Денят на съветския ВМФ – 31 юли. Едва през 1956 г. с Указ на Президиума на Народното събрание № 273 и Заповед на министъра на отбраната № 33 (и двата документа от 9 август) за празник на българския ВМФ е определена датата на неговото създаване – 12 август, с уточнението да се чества вторият неделен ден на месеца.
От 1977 г. започва да се празнува и Седмица на морето, която през 1979 г. добива национален мащаб. Дните от седмицата, предшестващи военноморския празник, са посвещавани в повечето случаи на различни морски професии – корабоплаване, корабостроене и кораборемонт, риболов, курортно дело и др. От 1988 г. се въвежда последователно домакинство на Седмицата на морето сред приморските общини.
Военните моряци отбелязват също празниците на съединенията, частите и корабите, участват съвместно с държавни органи, патриотични организации, църквата и гражданството в честването на национални, военни и религиозни празници, годишнини и бележити исторически дати.
ВМС осъществяват съвместна военна-патриотична дейност и със съюзите на запасното войнство и съветите на ветераните. Военните клетви, парадите, прегледите на маршовата песен, изпращането на корабите в плаване, посещаването им от гражданството, спартакиадите, турнирите и състезанията по военно-приложни спортове са сред добрите флотски традиции.

### Българинът и морето
Още по време на Великото преселение на народите (IV – VII в.) нашите прадеди славяните и прабългарите проявяват предпочитанията си към заселването в близост до големи водни пространства – морета, езера и реки. В края на VI – първата половина на VII в. славянски флотилии от лодки еднодръвки, взели активно участие при обсадите на втория по големина град във Византийската империя – Солун. През 626 г. по време на аваро-персийската обсада на Цариград голяма славянска флотилия, пристигнала откъм дунавските устия, достойно се сражавала срещу могъщия византийски флот.
През Ранното средновековие (VII – XI в.) Черно море било превърнато във „византийско езеро“. Византийската таласократия (морско могъщество) се стремяла да потиска и унищожава всяко чуждо корабостроене и корабоплаване в близост до столицата на империята. Каботажно корабоплаване покрай западночерноморския бряг било осъществявано от руски и варяжки лодки и кораби, които с военна или търговка цел се отправяли към Цариград. Корабоплавателните прояви на българите през този период са епизодично явление: през 827 – 829 г. българска флотилия по река Драва нападала селища в Долна Панония, която влизала тогава в пределите на Франкската империя; български кораби контролирали корабоплаването в Долния Дунав. Тяхно пристанище за съсредоточаване били Дръстър (дн. гр. Силистра) и крепостта, разположена на срещуположния дунавски остров Пъкъйул луй Соаре. Редица изображения на лодки и кораби върху каменни блокове в столиците Плиска и Велики Преслав служат като доказателство за развитие на корабостроенето и корабоплаването. Все пак трябва да се има предвид, че лодките не можели да съревноват с големи военни кораби. Многократните опити на българските владетели да създадат военен флот търпят неуспех. Цар Симеон се опитва да се възползва от услугите на арабите за да завладее Солун, а Йоан Владвислав да привлече печенегите със същата цел, но ромеите провалят техните планове. Българска флотилия е искал да строи хан Крум в опит да завземе Солун, но и той се проваля в тази цел. Самуил атакува Солун през 1001 г. но също е принуден да се откаже от обсада на града поради липса на флота.
През XIII – XV век в Западна Европа (главно в италианските републики Венеция и Генуа, Каталонското кралство и Португалия) се извършва голям напредък в мореплаването. Той се изразява в ползването на компаса (бусулата) и портолана (морската карта), строителството на нови бойни и тежкотоварни кораби и нарасналото умение на мореплавателите. Галерите и коките на смелите и дръзки венецианци и генуезци през този период са чести гости на българските черноморски пристанища и осъществяват многостранната връзка между Черноморието и Средиземноморието – една от доминантите в тогавашната история на средновековна Европа. Изображенията на най-различни кораби върху стените на несебърската църква „Св. Йоан Алитургетос (Неосветени)“ регистрират тяхното присъствие в едно от най-посещаваните наши пристанища.
По времето на цар Калоян, на 21-24 март 1203 г. България за първи път успява да завладее важно крайморско пристанище - Варна. Тези събития са описани от Никита Хониат. Тъй като Калоян премахва митата за венецианските кораби, не е изключено той да е използвал услугите на венециански капери.
Наченките на изграждането на морски флот във възобновеното Българско царство се свързват с името на един от най-великите му владетели – цар Иван Асен II (1218 – 1241). Заедно с кораби на Никейската империя през 1235 г. и български кораби участват в несполучливата обсада на Цариград, тогава владян от Латинската империя. През 1236 чувата поваля брата на Йоан II Асен - Александър, жена му, Ана, сина му и патриарха. ИВан Асен схваща това като божие наказание за обсадата на Солун и изгаря корабите си. В началото на XIV в. с дръзките си нападения на венециански и генуезки търговски кораби в Адриатическо и Средиземно море се прославят известните пирати от български произход Кравен и Марин Българина. През втората половина на същия този век срещаме имената на редица български моряци във ведомостите на корабите от най-силната тогава морска държава – Генуезката република (Яне и Никита от Несебър, Георги, Сава, Теохар, Димитри, Константин, Леон и др. – всички от Варна, Теодор от Ахтопол, Никита Ахтополеца, созополците Георги и Коста и редица други). Някои от тези моряци са характеризирани със своята етническа принадлежност – Михаил Българина, Леон Българина, Маноле Българина, Лео Българина, Йоан Българо-татарина и др.
Най-големи грижи за изграждането на боеспособен морски флот, който да участва в големи морски битки и да респектира генуезците от Пера и Кафа, и дори управата на метрополията им, положил българският деспот Добротица (1360 – 1385), който в продължение на четвърт век водил морска война срещу генуезците, поради което бил наречен техен „заклет и жесток враг“. За изграждането на този негов флот голяма заслуга имали венецианците, които непрекъснато му оказвали помощ и съдействие. Неговият син Иванко  (1385-1389, 1393--1395)също е разполагал с флот. Повечето крепости на Добруджанското десподство са морски - Овеч, Провадия, Калиакра, Карвуна, Варна и пр.
Славата на българските корабостроители (калафати) била известна още през XIV в. Едва ли е случаен факта, че през 1461 г. турският султан заповядал 22 от общо 40-те триреми на неговия флот да бъдат изработени от майстори в Загора (така била наричана България от италианците).
Турските законници и различни други документи от втората половина на XV – XVII в. разкриват нарасналата роля на черноморските и дунавските пристанища в търговията и цялостния стопански живот (особено на Видин, Никопол, Оряхово, Русчук, Силистра, Тулча, Мангалия, Калиакра, Балчик, Варна, Несебър, Анхиало, Созопол и Ахтопол). Някои от тях се оформили и като важни центрове на корабостроенето. В това отношение особено изпъкнали Варна, Созопол и Русчук. Известният италиански учен и военен специалист Луиджи Марсили, който през 1691 г. преминал през българските земи като пратеник на австрийския император до султана, отбелязва, че в големия град на Дунава Русчук се намирал голям арсенал, където обикновено зимувала турската флота. Той посетил резидиращия тук турски адмирал Али паша, който го приел любезно и го запознал с корабостроителницата, където тогава се строели и поправяли кораби и се изграждали 40 понтона за преминаване на кавалерията и пехотата през Дунава.
Стремежът на турците да превърнат Черно море в едно затворено пространство, достъпно само за тях, претърпял неуспех. Още в края на XVI в. казашките чайки (калици) започнали да смущават спокойствието на новите господари на Подунавието и Черноморието.

### Българското крайбрежие
Българското крайбрежие се намира в Югозападната част на Черно море, започва на север от нос Картал Бурун и завършва на юг с устието на река Резовска. Териториалните води на Република България са 12 морски мили. Брегът се простира на около 370 км (около 165 мили по море) и е твърде разнообразен, много по-нарязан в южната част, където има множество красиви заливи, удобни плажни ивици с гористи местности в непосредствена близост. Най-големи са Варненският и Бургаският заливи, а убежище за корабите в лошо време са още и акваториите край носовете Калиакра, Емине и Маслен нос.
По-големи пристанища, през които се осъществява основната част от морския трафик и има възможности за кораборемонт и снабдяване с вода и провизии, са Варна и Бургас, а по-малки – Балчик, Поморие, Несебър, Созопол и Царево. Средствата за навигационно оборудване по крайбрежието напълно осигуряват безопасността на плаването. Развърнати са 53 брегови и плаващи визуални и радиотехнически средства за навигационно оборудване, чиито характеристики са дадени в описанията на IMO и British admiralty. В пристанище Варна действа радиостанция от системата NAVTEX. Два по-големи острова се намират в Бургаския залив, който е характерен и със значителна магнитна аномалия.
Забележителни естествени ориентири за корабоплаването са носовете Шабла, Калиакра, Галата, Емине и др., островите Св. Анастасия и Иван, височините на Варненското плато (отм. 306), връх Св. Илия (отм. 386) на Стара планина и други.
Българското черноморско крайбрежие се намира в субтропичната климатична зона, характерна с топла, влажна и дъждовна зима и ясно, сухо и горещо лято. Средномесечната температура през зимата се колебае от +4 до -1 °C (отрицателната не се задържа и е свързана предимно с ветровете), през пролетта – от +3 до 9 °C, (март – около 15 °C). Лятото е характерно с почти постоянни температури от 20 до 24 °C (максимални 37 – 40 °C). Относителната влажност е около 70 – 85%.
Преобладаващите ветрове са предимно от север и североизток със средна скорост 4 – 6 м/с и повторяемост 30 – 40%. Бризът е характерен вятър по цялото крайбрежие от май до септември. Морският бриз започва сутрин няколко часа след изгрева, а бреговият – няколко часа след залеза на Слънцето. Морският бриз увеличава влажността и понижава температурата на въздуха. Бреговият бриз предизвиква обратни явления.
Вълнението пред българския бряг се характеризира с период до 6 секунди, дължина на вълната 3 – 50 м, голяма височина и преобладаващи посоки – изток, североизток, север и югоизток. Щормовите дни (23 – 40 годишно) са предимно през зимата и почти не се наблюдават през лятото.
Приливно-отливните колебания на нивото на морето не превишават 10 см. Основното течение по българското крайбрежие, на отстояние 2 – 5 мили от брега, има направление от север на юг. Средната му скорост е 0,5 – 0,7 възела. В по-големите заливи се наблюдават кръгови течения с малка скорост 0,1 – 0,3 възела и посока обратна на часовата стрелка.
Мъгли (средно 30 годишно) има през месеците от октомври до март. При температура на въздуха по-ниска от -15 °C изпаряването на морето (от 2 до 8 часа) предизвиква мъгла, която се стеле по повърхността. Видимостта (средна 5 – 10 мили) е най-голяма през лятото и началото на есента и най-малка – през зимата. През периода октомври – май се наблюдава рефракция.
Средногодишната облачност (около 6 бала) има добре изразен годишен ход – максимум през зимата (средно 6 – 8 бала от септември до април) и минимум през лятото (средно 3 – 5 бала от май до септември).
Валежите са разпределени неравномерно – най-много през лятото (85 – 100 мм) и зимата (90 – 100 мм). Дъждовни са 75 – 140 дни в годината. Наблюдават се и особени метеорологични явления – гръмотевична дейност (1 – 7 дни/мес.) в периода май – септември, град (2 – 3 пъти/год.) през април – май.
Температурата на водата е в широки граници, рядко отрицателна, рязко понижаваща се в дълбочина, през пролетта 14 – 16 °C, през лятото 20 – 25 °C (максимум през август). Прозрачността на водата е около 20 – 22 м, а цветът ѝ – предимно синьозелен до жълтеникав край устията на реките.
Дълбочините на морето по българското крайбрежие са сравнително големи и безопасни за корабоплаването. Изключение е крайбрежната ивица, където има каменни банки (особено в Бургаския залив) и рифове. Грунтът на района е пясък, тиня, камъни и раковини.

### Дунавска флотилия
Първообразът на българските военноморски сили се създава на 31 юли (12 август) 1879 г. в град Русе на река Дунав от руски флотски офицери.
За първи път българският военноморски флаг се развява над 4 параходчета, 7 парни катера и пет гребни лодки, използвани в Руско-турската война и подарени от Русия. Заедно с корабите новосъздаденият флот получава и полева ремонтна работилница за тяхната поддръжка. Първоначално корабите имат руски екипаж – 7 офицери и 58 долни чинове, но с първия набор на Българската армия към флота са зачислени 145 български новобранци.
Първи командир на българския военен флот е капитан-лейтенант Александър Конкевич (1879 – 1882). Негов приемник е капитан-лейтенант Зиновий Рожественски (1882 – 1885), по-късно – адмирал, известен като командващ руския флот в знаменитото сражение при Цушима.
През 1883 – 1884 г. е създадена Минна част при Дунавската флотилия и са приети на въоръжение първите 25 броя мини, като за минни заградители са приспособени катерите „Ботев“ и „Левски“. На 9 януари 1881 г. (стар стил) е обявено създаването на Морско училище за подготовка на „машинисти и други родъ майстерства“ – предшественик на сегашното ВВМУ „Н. Й. Вапцаров“. През 1884 година българското правителство за пръв път закупува военен кораб – яхтата „Александър I“.
Дунавската военна флотилия и съпътстващите я (главно техническо-ремонтни, снабдителни, осигурителни и др.) поделения и служби дават възможност на Княжеството да положи основите на бъдещото си морско развитие. Флотилията, освен военните си задачи и някои транспортно-държавни дейности, играе още и много важна роля за техническо ограмотяване на българите. На 2 декември 1883 г. за нуждите на Флотилията в Русе се създава първата в България хидрометеорологична служба. На 28 февруари 1884 г. се сформира и първият флотски духов оркестър с капелмайстор Франц Минарик. На 4 ноември 1883 г. командирът на Дунавската флотилия докладва във Военното министерство в София, че вече е събрал и подредил няколкостотин предмета в първия в България Морски музей в две зали на тогавашните флотски казарми в Русе. В началото на 1885 г. се планира създаването и на първата в България Морска библиотека и първото флотско Техническо дружество. Флотският офицер на българска служба лейтенант В. Шишмарьов е първият български морски дипломат. Той участва през 1881 – 1882 г. в заседанията на Европейската дунавска комисия.
В Сръбско-българската война от 1885 г. българският флот получава бойното си кръщение, но дейността му е силно ограничена, тъй като Сърбия не разполага с военен флот. В септември 1885 г. Дунавската флотилия и Морска част разполагат с параходите „Взрывъ“, „Опытъ“, „Голубчикъ“, „Александъръ I“, миноноските „Черепаха“ и „Бычокъ“, парните катери „Бавария“, „Мотала“, „Фардингъ“, „Ракета“, „Олафчикъ“, „Варна“ и „Птичка“, шлеповете „Марица“, „Янтра“, „Тунджа“ и „Ботъ № 1“. На параходите своевременно са поставени по две 4-фунтови оръдия, на катерите по две скорострелни оръдия, а миноноските освен скорострелно оръдие получават и по две прътови мини. Дунавската военна флотилия осъществява успешни бойни действия по река Дунав: бойни разузнавания; военно-транспортна дейност; снабдяване; разузнаване; борба с противниковото разузнаване. Поради отзоваването на руските офицери от България, се налага командването на флота да се поеме от български офицери. Под командването на генерал (тогава капитан) Симеон Ванков Дунавската флотилия превозва подкрепления – над хиляда войници и четници-доброволци, в това число прехвърля коменданта на Видинската крепост капитан Атанас Узунов от Русе във Видин. Доставят се муниции, оръдия и стрелково оръжие, патрулира се реката, подпомага с разузнавателни и транспортни действия и се снабдява обсадената Видинска крепост с храни, снаряжение и материали. На 18/19.09.1885 г. с два парахода и една баржа във Видин са прехвърлени две доброволчески роти, четири 24-фунтови оръдия, една 6-фунтова мортира и 17 полеви оръдия, заедно с 8500 снаряда. На 10 октомври 1885 г. от Русенския арсенал в Рахово от Флотилията са прехвърлени 500 пушки и 25 хил. патрона; тогава и в следващите дни във Видин по вода е прехвърлена нова доброволческата дружина в състав 1-ва Добричка, 2-ра Свищовска, 3-та Варненска, 4-та Балчишка, 5-а Русенска и 6-а Шуменска чети и запасната дружина от 5-и пехотен Дунавски полк в състав: 17-а, 18-а, 19-а и 23-та роти. На 22/23.10.1885 г. „Голубчик“ превозва от Русе до Лом две запасни роти от Варна и шест 4-фунтови оръдия. Със същия кораб са превозени до Видин и девет полски оръдия. Превозени са 300 доброволци и снаряди за батареята на Летящия отряд, което дава възможност отрядът да води активни бойни действия. На 11 ноември 1885 г. от Русе във Видин са доставени 6 милиона патрона и в Оряхово още 2 милиона. Параходите „Александъръ I“, „Опытъ“, „Взривъ“ правят общо 118 курса, допълнително действат миноноските и парните катери „Олафчикъ“, „Ракета“, „Черепаха“ (последната пребазирана в Арчар). Формиран е отряд катери, подчинени на крепостта – базирания в Лом „Любен Каравелов“ (до 1887 г. под името „Фардингъ“), „Стефанъ Караджа“ (до 1887 г. под името „Мотала“) с „Борисъ“ (до 1887 г. под името „Бавария“), базирани във Видин, и „Бычокъ“, подчинен директно на коменданта на крепостта. „Стефанъ Караджа“ осигурява и съобщенията на обсадената Видинска крепост с командването в София чрез писма и телеграми през Калафат. Към отряда в Лом са предадени и двете миноноски. Известието за българската победа и края на войната в обсадената Видинска крепост също е донесено от флотилията.
Бойни заслуги печели катерът Стефан Караджа („Мотала“) с командир корабника Иван Великов, който пленява 2 противникови съда. Първият – в средата на ноември при патрул пред Видинската крепост, когато е забелязан кораб със загасени светлини, промъкващ се край румънския бряг. Установявайки, че е открит, корабът бяга към прикритието на сръбските батареи, но българските моряци отрязват пътя му за отстъпление и след престрелка корабът е пленен. Оказва се сръбски ветроход, пренасящ 400 чувала провизии за разположените на десния фланг сръбски войски. При следващ патрул на същия катер, отново е забелязан промъкващ се съд, този път край видинското пристанище. След яростно преследване съдът е заловен. Оказва се самоходен понтон със сръбска разузнавателна група. Съдът и сръбските войници се предават на българката флотска единица и са взети в плен. Това са първите бойни победи на съвременния ни военен флот.
През Балканската война 1912 – 1913 личният състав на Дунавската военна флотилия формира първите кадри за новосъздаващите се български флотски формирования на Мраморно море и Българския беломорски флот. Военните моряци от Дунавската флотилия минират новоосвободените български акватории по новите ни южни граници. Продължава и отговорната военно-транспортна дейност между българските дунавски пристанища и крепости.
През Междусъюзническата война 1913 г. поради заплаха да попаднат в плен, корабите на Дунавската военна флотилия по заповед на Главното командване се самопотопяват в р. Дунав.
През Първата световна война военните моряци успешно защитават българските дунавски брегове. След войната Дунавската военна флотилия охранява речната граница, обучава стотици български моряци и офицери, демонстрира българския военноморски флаг. Флотилията е ликвидирана през 1961 г.
В новия исторически период за кратко време (1991 – 1993 г.) на река Дунав в Русе се базира дивизион рейдови миночистачи.

### Флот на Черно море
Създаване на Черноморски военен флот се замисля още през 1896 г. За целта правителството кани в България френска морска мисия, която да компенсира липсата на опитни български флотски специалисти. Пръв френски военноморски съветник (1897) е лейтенант Пол Моро. Той именно препоръчва практическите мерки в тази насока. Първите флотски поръчки са ориентирани към Франция, тъй като това е не само военно-технически, но много повече политически и финансов въпрос за българската страна.
През 1897 – 1908 г. в България пребивава втора френска военноморска мисия, ръководена от капитан II ранг Пол Пишон. През този период са построени във Франция и получени основните военни кораби на България: учебният крайцер „Надежда“ (1898), шестте 98-тонни торпедоносци „Храбри“, „Строги“, „Смели“, „Летящи“, „Дръзки“ и „Шумни“ (1908), спомагателни кораби, плаващи торпедни батареи, далекобойна артилерия, минно въоръжение и др.
Пак през този период за главна и единствена българска Черноморска база се налага град Варна. На 13 януари 1899 г. се създава и Управление на флота във Варна, първообраз на днешния Главен щаб на ВМС, тогава нужен за общо командване на дунавското и черноморското формирования.
През 1909 г. поради флотските нужди е прокопан и каналът, свързващ залива с Варненското езеро, за укритие на военните кораби във вътрешни акватории в случай на нужда. Тогава флотът изпраща и първите си кадри на обучение и специализация в чуждестранни военноморски училища и академии. Българският военен флот осъществява и първите официални визити в руски и турски черноморски пристанища.
През 1908 – 1910 г. българският военен флот става обект на незаслужени атаки и противодействие от страна на некомпетентни политици. В Парламента група народни представители предизвиква дискусия за бъдещето му, в която едва ли не се опитва да го закрие като ненужен. Макар че тази вероятност бива избягната, последиците от този изкуствено създаван обществен негативизъм дълго се чувстват във флота. През Балканската война военният флот проявява за първи път в новата ни история своите високи качества и получава своето бойно кръщение.
Още в периода на мобилизация е изградена първата в България минно-артилерийска позиция във Варненския залив с 214 заградни мини и 4 брегови батерии. Пак в навечерието на войната радиотелеграфистите от крайцера „Надежда“ прихващат вражески радиопредавания от борда на чужд кораб във Варна; това е първото успешно радиоразузнаване. По-късно при обсадата на Одринската крепост, пак радиотелеграфисти от военния флот подслушват и заглушават радиосвръзките между Одрин и Цариград – първото бойно радиозаглушаване.
На 11 (24) октомври 1912 г. българската брегова 240-мм батарея обстрелва с два залпа с двете си оръдия турска бойна ескадра, наближила крепостта Варна.
Най-значимата българска морска победа е на 8 (21) ноември 1912 г., когато отряд български бойни кораби (торпедоносците „Летящи“, „Смели“, „Строги“ и „Дръзки“), командвани от капитан II ранг Димитър Добрев, открива и атакува вражески конвой в район, североизточно от Варна. При атаката отрядът влиза в артилерийска престрелка с противника и го атакува с торпеда. Торпедният миноносец „Дръзки“ с командир мичман I ранг Георги Купов торпилира бронепалубния турски крайцер „Хамидие“, поражението е тежко и прекратява активните действия на турския флот в Черно море до края на войната.
Военни моряци помагат в обслужването на първото бойно летище край Мустафа-паша (днес Свиленград) като зареждат за първи път самолетни бомби, наречени „Система флотска – Торпедо“, а друга група моряци подпомагат пехотата при отблъскване на десанта при Шаркьой 26 ноември (9 декември) 1912 г. и обсадата и превземането на Одринската крепост 11 (24) февруари – 13 (26) март 1913 г.
През Междусъюзническата война (1913 г.) военният флот се прикрива в руското пристанище Севастопол и съблюдава неутралитет, след което се завръща обратно във Варна.

### Флот на Бяло море, части на Мраморно море и стражева група в Охридското езеро
През Балканската война български флотски части има на Мраморно море. Първият български военен съд, действащ в Бяло море, е катерът „Беломорец“ базиран в Дедеагач. Флотският състав е под командването на Четвърта армия. Устроени са семафорно-наблюдателни постове по Беломорското крайбрежие, на 16 и 26 юни 1913 г. „Беломорец“ поставя минни заграждения по беломорския бряг. След 1913 г. кадрите от двата български флота – Черноморския и Дунавския, подпомагат създаването и на трети – Български беломорски флот. Сформиран с царска заповед на 1 януари 1915 г. той е базиран в Дедеагач и Порто лаго. На 6 февруари 1917 г. моряци от Беломорската част свалят неприятелски хидросамолет. На 4 май 1917 г. е потопен от българско минно заграждение английският военен кораб „Лорд Солзбъри“. С отнемането на Беломорието от България с Ньойския договор (1919) беломорският флот е закрит и е възстановен на 29 април 1941 г. със заповед на цар Борис III при възвръщането на Беломорието. Базиран е в Кавала и Дедеагач и включва над 31 съда. Cлед деветосептемврийския преврат през 1944 г. личният състав на Беломорския флот е предислоциран в Черно море на о-в Св. Кирик срещу Созопол.

### Първа световна война
В навечерието на Първата световна война българският военен флот е почти със същата материална част, както и през предишните две войни от 1912 – 1913 г. Докато войната в Европа и по света започва през лятото на 1914 г., България се намесва една година по-късно, на 1 октомври 1915 г., изчаквайки най-благоприятния за себе си момент.
В тази война България заема страната на Централните сили и воюва срещу държавите от Антантата. Тъй като повече от половината граници на страната са водни, то и ролята на военния флот е особено голяма.
В Черно море български съюзник е обединеният турско-германски военен флот, в Бяло море – турският флот, по р. Дунав – австро-унгарският флот. Българските противници са: в Черно море – руският, а след 1916 г. – и румънският военен флот, в Бяло море – английският и френският военен флот, по р. Дунав – румънският военен флот (след 1916 г.).
Първо сериозно военно изпитание е руската бомбардировка на Варна на 14 (27) октомври – 1915 г. от ескадра на руския имперски флот – линкорът „Императрица Мария“, броненосците „Евстафий“, „Йоан Златоуст“ и „Св. Пантелеймон“, крайцерите „Памят Меркурия“ и „Кагул“, подкрепени от още осемнадесет по-малки плавателни съда. Руснаците изстрелват няколкостотин снаряда срещу пристанището и града, но атакувани от немските подводници, базирани във Варна, се оттеглят още около обяд на същия ден. Артилерийският обстрел на Варна има нищожни военни последици, но са убити 27 цивилни граждани и няколко войника. Тази акция е повод за бързото снабдяване на българския военен флот с нова техника. Взети са мерки срещу възможен руски десант в околностите на Варна – бреговата артилерия е усилена, нови минни постановки в морето, българското висше командване прави постъпки за придобиване на първата подводница в българския флот.
На 25 май 1916 г. е въведена в бойния строй първата българска подводница UB-18, тя е базирана във Варна.
На 1 май 1917 г. се сформира самостоятелна българска водосамолетна станция „България“, намираща се във Варненското езеро. Още преди това от там успешно са атакувани противниковите съдове и части, базирани в Кюстенджа.
На 4 септември 1916 г. още в началото на войната с Румъния е проведен успешно и първият български морски десант – при освобождаването на Балчик.
Сериозни успехи постигат и минно-заградителните сили на флота. На български минни полета на 25 февруари (9 март) 1916 г. попада заплашващият българските брегове руски миноносец „Лейтенант Пущин“. Корабът потъва, част от екипажа загива, а друга част се спасява и е пленена. По време на войната с Румъния на сухопътния фронт моряци от Портовата рота подпомагат Конната дивизия и водят бой край село Первели в Добруджа, където загиват 29 и са ранени 97 матроси.
На 13 декември 1916 Балчик е нападнат и бомбардиран от ескадра на руския имперски флот. След завързалия се морски бой при Балчик противникът, макар да нанася поражения, е отблъснат от бреговата батарея на кап. Георги Радков и хидропланите, излетели от Варна.
Всички сили на флота водят предимно отбранителни действия, като успешно неутрализират набезите на значително по-силния противник, както в Черно и Бяло море, така и по река Дунав. Флотът не допуска вражески десант по български брегове и в това отношение успява да изпълни главната си задача – да прикове и задържи евентуален нападател колкото се може по-далеч от крайбрежията. През тази война флотът дава и своите свидни жертви – потъват няколко кораба, загиват моряци и офицери. В хода на войната българският военен флот разширява периметъра на своята дейност в акваториите на Северна Добруджа и Бяло море.
Ньойският договор от 1919 година забранява на България да поддържа военноморски флот, като е оставена възможност с полицейски функции да се запазят не повече от четири миноносеца и няколко по-малки лодки с цивилни екипажи. В средата на 20-те години на ХХ век в условията на секретност е възстановен щаба и част от кадровата структура на флота. Това положение се запазва до 1938 година, когато засягащите флота клаузи на Ньойския договор са отменени, флотът е легализиран и за нуждите му са поръчани две нови торпедни лодки.

### Втора световна война
Българските ВМС участват във войната на страната на Германия (1 март 1941 – 7 септември 1944 г.), но от 8 септември 1944 до 9 май 1945 г., заедно със сухопътните и въздушните войски на страната воюват срещу бившия съюзник. На практика флотът е на бойна нога до октомври 1948 г., когато окончателно са прочистени минните полета по българското черноморско крайбрежие и по река Дунав. През май 1941 г. е формиран и български Беломорски флот, чиито части са дислоцирани по Егейското крайбрежие между градовете Дедеагач и Кавала, както и на островите Тасос и Самотраки. В този район най-голямо развитие получава бреговата артилерия.
По време на войната ВМС съществуват като Морски войски с управление и щаб в София, на които са подчинени Черноморски, Дунавски и Беломорски флот, с щабове съответно във Варна, Русе и Кавала. Командващ Морските войски по време на войната до септември 1944 г. е контраадмирал Асен Тошев. Морските войски извършват бойна дейност в интерес на държавите на Оста по силата на съюзническата обвързаност на страната в три основни направления: поставяне на отбранителни минни заграждения по нашето Черноморско и Беломорско крайбрежие; борба с минната опасност на р. Дунав, Черно и Бяло море; ескорт на германските превози по море между Босфора и румънското пристанище Кюстенджа, най-вече в наши териториални води.
През периода 1941 – 1944 г. по Черноморското крайбрежие са поставени 1888 ударни мини срещу надводни кораби и подводници и 998 минни защитници (противотрални мини). Пред българския беломорски бряг са поставени 399 котвени мини. Освен немските в загражденията се използват и нашите мини „България-36“ (Б-36) и Б-38, създадени от морския офицер (бъдещ професор) Минчо Острев с участието на офицера Димитър Дудев.
Макар и недостатъчно изследван, въпросът около гибелта на 5 – 6 подводници от флота на СССР в наши териториални води по време на войната се свързва именно с поставените от Морските войски минни заграждения.
Само през месеците септември и октомври 1941 г. по нашето крайбрежие са обезвредени 244 мини и 247 минни защитници – плаващи или изхвърлени на брега.
Ескортът на германските превози по море се осъществява основно от торпедните катери тип „Люрсен“ и торпедоносците тип „Дръзки“, които разполагат и със стелажи за бомби срещу подводници. За въздушно прикритие са привличани и български хидросамолети, които изпълняват стражева служба по охраната на Варненския и Бургаския залив.
За участието във войната до 9 септември 1944 г. 104 български моряци (35 офицери, 69 подофицери и матроси) са наградени с германски ордени и медали.
Макар и посрещнати изключително дружелюбно, съветските военноморски части влизат на 8 и 9 септември в пристанищата Варна и Бургас в пълна бойна готовност и се разпореждат с корабите на Морските войски като с трофейно имущество. Българските бойни кораби без малките безпалубни миночистачи са реквизирани. Част от плавателните съдове с около 60 български подофицери и матроси са отведени в съветски военноморски бази и зачислени в Черноморския флот на СССР. Иззет е съществуващият архив на военния ни флот, който и до днес се намира в Русия.
Постепенно след настояване на българското правителство, корабите и екипажите са върнати в периода април 1945 – май 1946 г. Българските речни миночистачи участват във войната след септември 1944 г. като придадени към съветската Дунавска флотилия, но корабите плават под български флаг, а нашият Дунавски флот запазва своите организационни структури.
Миночистенето като основна задача през този период започва през септември 1944 г. и завършва през октомври 1948 г., когато от площ 510 квадратни мили са обезвредени 1277 морски заградни мини. През март 1945 г. е завършен фарватерът от Варна до Бургас и така е решена важна стопанска и военна задача.
На река Дунав българските противоминни кораби прочистват 34 670 км, сами взривяват 29 електромагнитни и хидроакустични мини, а съвместно със съветски кораби превеждат зад трал стотици конвои, натоварени с войски, техника и продоволствие. Три български миночистача достигат до унгарския град Гьоню (км 1791), а миночистач „Христо Ботев“, изпълнявайки бойни задачи в района на Виена, достига до град Корнайбург (км 1942). На катера и екипажа му е оказана висока чест – участие в парада на победата във Виена.
Със заповед на командира на Морските войски капитан I ранг Стефан Цанев от 18 юли 1945 г. за участие във войната срещу Германия са отличени с орден „За храброст“ II степен – офицерски кандидат Тихомир Маринов – първи командир на миночистача „Искър“, III степен – 3 и IV степен – 60 подофицери и матроси от Дунавската флотилия. С офицерски орден „За храброст“ са наградени 5 души, а с 2 ордена – втория командир на миночистача „Искър“ мичман II ранг Стамен Стаменов. От Черноморския флот наградените са 12.
През следващия месец със съветски орден „За победа над Германия“ са наградени 48, а с медал 148 души. С орден „Отечественная война“ I и II степен са наградени 4, с орден „Красная звезда“ – 2, с медал „Адмирал Ушаков“ – 3, с медал за боева заслуга – 7 военни моряци.

### ВМС през втората половина на ХХ век
След Деветосептемврийския преврат през 1944 година и установяването на тоталитарния режим флотът, както и целите въоръжени сили, е поставен под прекия контрол на Българската комунистическа партия. Той е изцяло реорганизиран по съветски образец, като се стига дори до масова русификация на използваната техническа лексика. Значителна част от офицерския състав е заменена с лоялни на режима хора, а към структурите на флота са прикрепени съветски офицери („флотски съветници“).
Макар Парижкият мирен договор от 1947 година да налага ограничения в размера на Военноморския флот на България, със започването на Студената война те не са приложени на практика и размерът на флота е увеличен, съгласно интересите на Съветския съюз.
С доставените през 1947 г. от СССР 13 кораба (ескадрен миноносец, 2 големи и 10 малки преследвача на подводници) започва създаването на флот за действия в по-широк оперативен простор. По това време България изгражда своята отбрана съгласувано с висшето военно-политическо ръководство на СССР, от 1955 до 1989 г. – и на Варшавския договор, а ВМС достигат невиждани в своята дотогавашна история развитие и мащаби.
През 1947 г. от София във Варна е преместен щабът на флота, подчинена му е самолетна ескадрила. През 1948 г. Морските войски са преименувани във ВМС и им се придава Хидрографска служба. През същата година е проведено първото съвместно учение с ВВС. През 1956 – 1958 г. флотът започва разредоточаване на силите си – на нова площадка е изнесен Кораборемонтният завод „Флотски арсенал“, създадени са нови пунктове за базиране в Созопол, Балчик и Атия.
За половин век в състава на флота служат 2 ескадрени миноносеца („Железняков“ и „Г. Димитров“), 2 проекта стражеви кораби („Рига“ и „Кони“), 3 проекта подводници („М“, 613 и 633), 2 проекта противоподводни вертолета (Ми-4 и Ми-14), различни варианти на брегови ракетно-артилерийски комплекси, 8 проекта преследвачи на подводници, голямо разнообразие от противоминни кораби. Впечатляващо е развитието на ударните (днес – леките) сили на флота – торпедни и ракетни катери и корвета (общо от 5 проекта), както и на десантните кораби, които по-късно поемат функциите и на минни заградители. Не са подценени и спомагателните кораби, част от които постъпват от Полша и ГДР: базов буксир (1964 г.), хидрографски и щабен кораби (1976 г.), военен транспорт (1979 г.), кораб за размагнитване (1988 г.), а други – от собствено производство: 2 хидрографски, 2 водолазни, и 1 противопожарен катери, 4 тласкач-влекача и други – общо над 30 за периода 1952 – 1989 г.
През периода се разрастват органите за материално-техническото осигуряване, брегова инфраструктура и тилова база, изградена е система от командни пунктове, подвижни и стационарни средства за наблюдение и свръзка, навлизат нови образци оръжия и технически средства, в това число и за радиоелектронна борба. Създава се възможност за надеждно управление на силите, овладяване на морския театър и демонстриране „присъствие на флага“ от отделни единици (ескадрен миноносец, стражеви кораби, миночистачи и съдове със спомагателно значение) или от групи (по 2 – 3 кораба) в отдалечени за техните възможности райони на Средиземно море.
Своят боен потенциал ВМС показват в редица крупни учения като „Родопи ’67“, „Плиска ’68“, „Преслав '71“, „Щит ’82“, „Съюз ’86“ и др., като щабовете и екипажите не отстъпват по военнопрофесионалната си подготовка на тогавашните съюзници от флотовете на СССР и Румъния.
Съвместно със съветски бойни кораби са осъществени плавания на 8 обединени ескадри в Средиземно (1980 – 1987 г.) и 2 в Черно море (1988 – 1989 г.).
Развитие получават военното корабостроене и кораборемонт, морското образование, флотските културни учреждения и институти (Военноморски музей, Представителен духов оркестър на ВМС, Военноморски ансамбъл, Дом „Народен флот“, Гарнизонен матроски клуб, седмичен вестник „Димитровска вахта“). Хиляди ведомствени жилища за нуждите на военнослужещите и военните служители от флота са построени в крайбрежните гарнизони.
Тези безспорни върхове, достигнати с труда на няколко поколения военни моряци, обаче не могат да прикрият и някои неблагополучия, свързани преди всичко с отсъствието на самостоятелна военноморска доктрина, концепция или програма за строителство и развитие на флота.
През 1961 г. е ликвидирана Дунавската флотилия, а с това и военното присъствие на речната граница.
Известен е фактът, че голяма част от получените съветски кораби са технически и морално остарели. На някои от тях е вдиган български флаг след изтичането на проектния срок за разумна експлоатация. Публикуваните след 1989 г. данни показват, че ако през 1970 г. около 5% от корабите с постоянна готовност са остарели, то през 1990 г. този процент е нараснал на 61 – такива са 30 от общо 49 кораба от тази категория.
Кардиналните обществено-политически и икономически промени, настъпили в България, заварват ВМС със сравнително голям, но в процес на прогресивно застаряване корабен парк от 105 единици (сред които 3 подводници, 3 фрегати, два дивизиона ракетни и торпедни катери) и предстоящ спад в някога високия обществен престиж и статус на военноморската професия.

## Сегашни военноморски сили
Военният флот днес е вид въоръжени сили в структурата на Българската армия. Главната цел на ВМС е да гарантират неприкосновеността на морските граници и суверенитета на страната в морските ѝ пространства.
В мирно време задачите на флота са да съдейства за намаляване на вероятността от военен конфликт, да формира доверие и сигурност в региона, да подпомага дейността на граждански ведомства, организации и служби. При възникване на локален конфликт ВМС отразяват нападенията от море, защитават морските превози, съдействат за недопускане на загуба на територия и въздействат по противниковите морски комуникации.
В структурно отношение ВМС се състоят от Главен щаб, разположен в град Варна; 4 съединения – 2 военноморски база (Варна и Бургас) и 2 бригади; 3 самостоятелни поделения – дивизион подводници, морска вертолетна авиобаза и батальон морска пехота; поделения за осигуряване на свръзките, наблюдението и управлението на силите; поделения за материално-техническо осигуряване; Висше военноморско училище; Учебен център за матроси; културни институти.
След началото на демократичните промени във ВМС са разработени, а впоследствие актуализирани, концепция за развитието им през следващите 2 десетилетия и национална военна корабостроителна програма, ориентирана към многоцелеви корвети, ракетни катери, миночистачи и минни заградители, спомагателни и спасителни кораби.
В съответствие с изискванията на разумната достатъчност и отбранителната военна доктрина, на реалното икономическо състояние на страната и военнополитическата обстановка в света и региона се предвижда България да има малък, но модерен и балансиран флот, с около 4500 души, който да е в състояние самостоятелно и във взаимодействие със Сухопътните войски и Военновъздушните сили да защити националните интереси на море.
През последните 10 години ВМС съществено се променят. През 1990 г. са ликвидирани политорганите, партийните и комсомолски организации. За кратко време съществуват органи за възпитателна работа, впоследствие за морално-психическа подготовка. От 1992 г. са създадени органи за информация и връзки с обществеността, по-късно преименувани в органи за възпитателна работа, информация и връзки с обществеността.
От строя са изведени около 30 остарели кораба (фрегати, подводници, миночистачи, ракетни катери, спомагателни кораби), съкратена е Школата за запасни офицери, част от органите за управление и редица второстепенни, предимно тилови поделения. Личният състав на флота е намален с около 25%, около 55% от военнослужещите (70 – 80% от корабните екипажи) във ВМС са професионалисти на кадрова служба. Продължава структурното усъвършенстване на ВМС в съответствие със съвременните стандарти и необходимостта от интегриране с европейските и евроатлантическите структури за сигурност. Полагат се усилия за оптимизиране и усъвършенстване на бойната подготовка и минимизиране на всички разходи. Търсят се нови пътища и резерви за материално-техническо осигуряване, ремонт и поддържане на корабите. Промени настъпват в подготовката, преподготовката, оценката и развитието на кадрите. Службата на кадровите военнослужещи се осъществява на договорна основа.
Промени претърпяват военноморската униформа и терминология (ВМФ е преименуван във ВМС – 19 август 1991 г.; въведени са нови наименования на типовете кораби – 1992 г.; Управлението на флота е преименувано в командване на ВМС – 1 ноември 1992, а впоследствие – в Главен щаб на ВМС).
Разширяват се връзките с обществеността и медиите, патриотичните организации и Българската православна църква, с различни държавни и частни фирми, организации и институции. Въведен е институт на представителите на наборните матроси. Обръща се по-голямо внимание на приложната военна психология, на контактите с родителите на матросите, общуването им с културата и осигуряване на възможности за отдих и спорт. През 1997 г. е учредена Асоциация на възпитаниците на Морското училище, а през 1998 г. – Фондация „Български ВМС“.
ВМС все повече се отварят към света и обществото, участват по силата на своите възможности в решаването на различни социални проблеми и подпомагат гражданството при бедствия и други критични ситуации.

### Командири на Военноморския флот
Званията са към датата на освобождаване от длъжността:
| №   | звание            | име                    | дати                                |
| --- | ----------------- | ---------------------- | ----------------------------------- |
| 1.  | Капитан-лейтенант | Александър Конкевич    | 1 август 1879 – 25 юни 1883         |
| 2.  | Лейтенант         | Митрофан Бал           | 25 юни 1883 – 30 юли 1883           |
| 3.  | Капитан-лейтенант | Зиновий Рожественски   | 30 юли 1883 – 14 октомври 1885      |
| 4.  | Инженер-капитан   | Симеон Ванков          | 14 октомври 1885 – 28 декември 1885 |
| 5.  | Капитан           | Еспер Серебряков Бланк | 28 декември 1886 – 9 август 1886    |
| 6.  | Полковник         | Панайот Ангелов        | 9 август 1886 – 1 януари 1899       |
| 7.  | Капитан II ранг   | Пол Пишон              | декември 1897 – 1 юли 1908          |
| 8.  | Капитан I ранг    | Станчо Димитриев       | 1 юли 1908 – 15 април 1911          |
| 9.  | Подполковник      | Руси Лудогоров         | 23 май 1911 – 18 януари 1914        |
| 10. | Генерал-майор     | Константин Кирков      | 18 януари 1914 – 12 май 1919        |
| 11. | Капитан ІІ ранг   | Рашко Серафимов        | 12 май 1919 – 24 октомври 1919      |
| 12. | Капитан I ранг    | Лазар Драганов         | 24 октомври 1919 – 31 декември 1922 |
| 13. | Капитан I ранг    | Сава Стефанов          | 1 януари 1923 – 29 май 1933         |
| 14. | Капитан I ранг    | Иван Вариклечков       | 2 юни 1933 – 5 декември 1935        |
| 15. | Капитан I ранг    | Сава Иванов            | 5 декември 1935 – 1 април 1937      |
| 16. | Контраадмирал     | Иван Вариклечков       | 1 април 1937 – 26 ноември 1939      |
| 17. | Контраадмирал     | Асен Тошев             | 26 ноември 1939 – 25 септември 1944 |
| 18. | Капитан I ранг    | Георги Пецов           | 25 септември 1944 – 8 декември 1944 |
| 19. | Капитан I ранг    | Стефан Цанев           | 8 декември 1944 – 3 август 1946     |
| 20. | Подполковник      | Спиридон Данаджиев     | 3 август 1946 – 10 август 1946      |
| 21. | Капитан І ранг    | Атанас Шалапатов       | 10 август 1946 – 31 октомври 1947   |
| 22. | Капитан I ранг    | Кирил Халачев          | 31 октомври 1947 – 31 август 1950   |
| 23. | Адмирал           | Бранимир Орманов       | 31 август 1950 – 18 август 1960     |
| 24. | Адмирал           | Иван Добрев            | 18 август 1960 – 16 октомври 1972   |
| 25. | Адмирал           | Васил Янакиев          | 16 октомври 1972 – 15 август 1990   |
| 26. | Вицеадмирал       | Димитър Павлов         | 15 август 1990 – 30 декември 1991   |
| 27. | Вицеадмирал       | Венцеслав Велков       | 30 декември 1991 – 15 февруари 1995 |
| 28. | Адмирал           | Христо Контров         | 15 февруари 1995 – 5 май 1998       |
| 29. | Вицеадмирал       | Петър Петров           | 5 май 1998 – 14 юни 2002            |
| 30. | Контраадмирал     | Нейко Атанасов         | 14 юни 2002 – 9 май 2003            |
| 31. | Контраадмирал     | Емил Люцканов          | 9 май 2003 – 11 май 2004            |
| 32. | Контраадмирал     | Минко Кавалджиев       | 11 май 2004 – 7 юли 2009            |
| 33. | Контраадмирал     | Пламен Манушев         | 7 юли 2009 – 30 ноември 2011        |
| 34. | Контраадмирал     | Румен Николов          | 1 декември 2011 – 29 юни 2014       |
| 35. | Контраадмирал     | Димитър Денев          | 30 юни 2014 – 13 април 2015         |
| 36. | Комодор           | Димитър Ангелов        | 13 април – 30 юни 2015              |
| 37. | Контраадмирал     | Митко Петев            | 30 юни 2015 – 23 юни 2019           |
| 38. | Контраадмирал     | Кирил Михайлов         | 23 юни 2019 –                       |

### Заместник-командващи на Военноморския флот
Званията са към датата на освобождаване от длъжността:
- Капитан I ранг Иван Добрев – 1959 – 1960
- Стефан Дамянов от 1981
- Капитан I ранг (контраадмирал от 1989) Димитър Павлов – септември 1988 – август 1990
- Контраадмирал Христо Контров – 4 май 1991 г – 4 май 1995
- Капитан I ранг Милан Жеков Миланов – 12 септември 1995 – 2000
- Бригаден адмирал Емил Люцканов – 17 декември 2001 – 25 април 2003, заместник-началник на Главния щаб на Военноморските сили по операциите
- Бригаден адмирал Пламен Манушев – 25 април 2003 – 7 март 2007
- Комодор Румен Николов – 12 март 2010 – 24 ноември 2011
- Комодор Георги Мотев – 1 декември 2011 – 17 октомври 2012
- Комодор Димитър Денев – 1 декември 2012 – 30 юни 2014
- Комодор Димитър Ангелов – 30 юни 2014 – 7 юли 2015
- Флотилен адмирал Георги Пенев – 6 май 2018 – 12 юли 2024
- Флотилен адмирал Ваньо Мусински от 12 юли 2024

### Началници на щаба
Званията са към датата на заемане на длъжността
- Капитан-лейтенант Васил Хитров (1900 – 1904)
- Капитан ІІ ранг Станчо Димитриев (1904 – 1 юли 1908)
- Лейтенант Богдан Ганчев (1909 – ?)
- Капитан-лейтенант Димитър Альов (1914-декември 1917)
- Капитан-лейтенант Георги Купов (декември 1917 – 16 септември 1919)
- Капитан-лейтенант Сава Стефанов (16 септември 1919 – 21 юли 1920)
- Капитан-лейтенант Иван Михайлов (21 юли-18 декември 1920)
- Лейтенант Васил Игнатов (18 декември 1920 – ?)
- Капитан І ранг Асен Тошев (15 юни 1937 – 27 ноември 1939), началник-щаб на морската дивизия
- Капитан-лейтенант Васил Мишляков, флаг-капитан на Адмиралтейството
- Капитан-лейтенант Петър Неделчев, флаг-капитан на Адмиралтейството
- Капитан-лейтенант Георги Пецов (1940 – 25 септември 1944)
- Капитан І ранг Кирил Зашев (25 септември 1944 – 9 юни 1947)
- Капитан-лейтенант Стефан Николов (9 юни 1947 – 19 януари 1948)
- Капитан І ранг Валентин Паспалеев (19 януари 1948 – 1949)
- Капитан II ранг Бранимир Орманов (1949 – 30 август 1950)
- Капитан І ранг Николай Бояджиев (30 август 1950 – 1953)
- Капитан І ранг Руси Божанов (30 август 1953 – 1958)
- Капитан I ранг Груд Пожарски (1959 – 1962)
- Капитан I ранг Васил Янакиев (1962 – 1972)
- контраадмирал Йовчо Георгиев (1972 – 1979)
- контраадмирал Стефан Дамянов (1979 – 1981)
- контраадмирал Иван Николов (1981 – 1988)
- контраадмирал Венцеслав Велков (1988 – 1990)
- контраадмирал Илия Попов (1990 – 1994)
- контраадмирал Константин Богданов (1994 – 2000)
- контраадмирал Петър Петров (2000 – 2002)
- контраадмирал Нейко Атанасов (2002 – 2003)
- контраадмирал Емил Люцканов (2003 – 2004)
- контраадмирал Минко Кавалджиев (2004 – 2006)
- контраадмирал Симеон Цеков (2006 – 2007)
- контраадмирал Георги Георгиев (2007 – 2009)
- Капитан І ранг Митко Петев (2011 – 2012)
- Капитан І ранг Коста Андреев (2012 – 2016)
- Капитан І ранг Никола Каранов (януари 2016 – ноември 2016)
- Капитан І ранг Георги Пенев (2016 – 2018)
- Капитан І ранг Камен Кукуров (2018 – юни 2023)
- Капитан І ранг Ваньо Мусински (13 юни 2023 – 12 юли 2024)
- Капитан І ранг Божидар Иванов (от 2024)

## Настоящи въоръжение и състав
Структура:
- щаб на ВМС – Варна
  - флотилия бойни и спомагателни кораби - ВМС, с два пункта за базиране:
    - ПБ Варна:
      - Командване ПБ Варна
      - Отряд плаващи средства и съоръжения
      - Ремотна работилница
      - Склад за въоръжение и техника

    - ПБ Бургас:
      - Командване ПБ Бургас
      - Отряд плаващи средства и съоръжения
      - Ремотна работилница
      - Склад за въоръжение и техника

    - 1 Дивизион патрулни кораби
    - 4 Дивизион патрулни кораби
    - 3 дивизион противоминни кораби
    - 6 дивизион противоминни кораби
    - 18 дивизион спомагателни кораби

  - Отделна морска вертолетна авиобаза „Чайка“ – Варна:
  - Морски специален разузнавателен отряд – Варна
  - 2 брегови ракетно-артилерийски дивизион
  - Инженерно-сапьорна рота
  - Брегова опорна система за комуникационна и информационна поддръжка
  - Складове на ВМС
  - Складове за боеприпаси на ВМС
  - Хидрографска служба – Варна
  - Морски оперативен център
  - Отделен отряд за електронно разузнаване
- Висше военноморско училище „Никола Йонков Вапцаров“, подчинено на МО

| Тип                                                          | Тактически номер | Наименование                    | В състава на флота       | Състояние     | Забележка                                                          | Морски код | MMSI      |
| Фрегати                                                      | Фрегати          | Фрегати                         | Фрегати                  | Фрегати       | Фрегати                                                            |            |           |
| ------------------------------------------------------------ | ---------------- | ------------------------------- | ------------------------ | ------------- | ------------------------------------------------------------------ | ---------- | --------- |
| Фрегата тип „Уилинген“                                       | 41               | „Дръзки“                        | от 2 ноември 2005 г.     | в строя       | бивш Белгия „Ванделаар“ (F912)                                     | LZBA       | 207501000 |
| Фрегата тип „Уилинген“                                       | 42               | „Верни“                         | от 2008 г.               | в строя       | бивш Белгия „Уилинген“ (F910) Belgian frigate Wielingen (F910)     | LZBW       | 207522200 |
| Фрегата тип „Уилинген“                                       | 43               | „Горди“                         | от 2009 г.               | в строя       | бивш Белгия „Уестдип“ (F911) F911 Westdiep                         | LZBU       | 207521000 |
| Стражеви кораб проект 1159, фрегата клас Koni                | 11               | „Смели“                         | от 22 декември 1989 г.   | в строя       | бивш СССР СКР „Дельфин“ (696)                                      |            | 207511000 |
| Корвети                                                      |                  |                                 |                          |               |                                                                    |            |           |
| Малък противолодъчен кораб проект 1241.2Э, Корвета клас Pauk | 13               | „Решителни“                     | от 1990 г.               | в строя       | бивш СССР МПК-46                                                   |            |           |
| Малък противолодъчен кораб проект 1241.2Э, Корвета клас Pauk | 14               | „Бодри“                         | от 4 февруари 1992 г.    | в строя       | бивш СССР МПК-124                                                  |            |           |
| Ракетна корвета проект 1241.1Т, клас Tarantul                | 101              | „Мълния“                        | от 15 декември 1990 г.   | в строя       | бивш СССР Р-256 „Полтавский комсомолец“                            |            |           |
| Миночистачи                                                  |                  |                                 |                          |               |                                                                    |            |           |
| минен ловец, НАТО клас „Флауер“                              | 31               |                                 |                          |               |                                                                    |            |           |
| минен ловец, НАТО клас „Флауер“                              | 32               | „Цибър“                         | от 2 март 2009 г.        | в строя       | бивш Белгия „Мйозотис“ Myosotis (M922)                             | LZBX       | 207523000 |
| минен ловец, НАТО клас „Флауер“                              | 33               |                                 |                          |               |                                                                    |            |           |
| базов миночистач, проект 1265Э НАТО клас „Соня“              | 61               | „Бриз“                          | от 1981 г.               | в консервация | СССР корабостроителница в Петрозаводск. Настоящ собственик: ЛУКОЙЛ | LZRV       | 207297000 |
| базов миночистач, проект 1265Э НАТО клас „Соня“              | 62               | „Шквал“                         | от 1983 г.               | в строя       | СССР корабостроителница в Петрозаводск                             |            |           |
| базов миночистач, проект 1265Э НАТО клас „Соня“              | 63               | „Прибой“                        | от 1983 г.               | в строя       | СССР корабостроителница в Петрозаводск                             | LZBP       | 207506300 |
| рейдови миночистач проект „Малахит“, НАТО клас „Оля“         | 51               | „Искър“                         | началото на 90-те години | в резерв      | България корабостроителница в Мичурин по съветски лиценз           |            |           |
| рейдови миночистач проект „Малахит“, НАТО клас „Оля“         | 52               | „Добротич“                      | началото на 90-те години | в резерв      | България корабостроителница в Мичурин по съветски лиценз           |            |           |
| рейдови миночистач проект „Малахит“, НАТО клас „Оля“         | 53               | „К-н л-т Кирил Минков“          | началото на 90-те години | в строя       | България корабостроителница в Мичурин по съветски лиценз           |            |           |
| рейдови миночистач проект „Малахит“, НАТО клас „Оля“         | 54               | „Балик“                         | началото на 90-те години | в резерв      | България корабостроителница в Мичурин по съветски лиценз           |            |           |
| рейдови миночистач проект „Малахит“, НАТО клас „Оля“         | 55               | „К-н л-т Евстати Винаров“       | началото на 90-те години | в строя       | България корабостроителница в Мичурин по съветски лиценз           |            |           |
| рейдови миночистач проект „Малахит“, НАТО клас „Оля“         | 56               | „К-н І ранг Димитър Паскалев“   | началото на 90-те години | в строя       | България корабостроителница в Мичурин по съветски лиценз           |            |           |
| Спомагателни кораби                                          |                  |                                 |                          |               |                                                                    |            |           |
| кораб за размагнитване проект 1799                           | 206              | Капитан I ранг Димитър Добрев   | от 1988 г.               | в строя       | Полша корабостроителница в Шчечин                                  |            |           |
| танкер-бункеровчик проект 650                                | 203              | „Балчик“                        | от 13 септември 1993 г.  | в строя       |                                                                    |            |           |
| танкер-бункеровчик проект 650                                | 303              | „Акин“                          | от 18 май 1999 г.        | в строя       |                                                                    |            |           |
| противопожарен кораб проект 250                              | 224              | „Ахелой“                        | от 2 май 1996 г.         | в строя       |                                                                    | LZIS       | 207245000 |
| спасителен кораб                                             | 224              | „Протео“                        | от 9 юни 2004 г.         | в строя       | бивш Италия „Протеус“ (А 5310)                                     | LZBI       | 207509000 |
| моторен катер-буксир                                         | 211              | „Хаджи Димитър“                 |                          | в строя       |                                                                    |            |           |
| моторен катер буксир                                         | 410              | „Стефан Караджа“                |                          | в строя       |                                                                    |            |           |
| моторен катер                                                | 222              | „Васил Левски“                  |                          | в строя       |                                                                    |            |           |
| моторен катер                                                | 221              | „Георги Раковски“               |                          | в строя       |                                                                    |            |           |
| водолазен катер проект 245                                   | 223              | „К-н ІІ ранг Никола Фурнаджиев“ |                          | в строя       |                                                                    |            |           |
| хидрографски катер проект 612                                | 231              | „К-н І ранг Борис Рогев“        |                          | в строя       |                                                                    |            |           |
| моторен катер                                                | 218              | „Любен Каравелов“               |                          | в строя       |                                                                    |            |           |
| моторен катер                                                | 219              | „Панайот Волов“                 |                          | в строя       |                                                                    |            |           |

База Варна – 1-ви дивизион патрулни кораби, включващ „Смели“, „Бодри“ и „Решителни“.
3-ти отделен дивизион миночистачни кораби с минния ловец „Цибър“ и балчишките рейдови миночистачи проект „Малахит“ НАТО клас „Оля“, 2 рейдови миночистача в строя и четири в резерв. На 1 ноември 2012 г. Трети дивизион миночистачни кораби е разформирован и трансформиран в отряд противоминни кораби в състава на Шести дивизион миночистачни кораби с командване в Пункт за базиране Бургас в структурата на Военноморската база на флота. На 1 ноември 2011 последният съд на 8-и дивизион подводници е ликвидиран и днес България няма нито една подводница.
Към базата е 18-а част спомагателни кораби за поддръжка и обучение със спасителния кораб „Протеус“, танкера „Балчик“, кораба за размагнитване, буксира № 211 и 4 невъоръжени водолазни и многоцелеви катера.
Летище Чайка – в строя 2 хеликоптера Пантер (Eurocopter AS565 Panther), плюс спрените от полети 4 хеликоптера Ми-14, подлежащи на модернизация или бракуване.
База Атия (Бургас) – 4-ти дивизион патрулни кораби с 3 фрегати, в експлоатация са „Дръзки“ и „Верни“. „Горди“ е закотвен на кея, откакто пристигна на 7 септември 2008 г. и тогава бе заявено, че ще бъде оставен за резервни части.
На лице са няколко кораба от базирания тук 6-и миночистачен дивизион – „Бриз“, „Шквал“ и „Прибой“. Ракетната корвета „Мълния“ е пред бракуване, а Ракетният и Десантният дивизион са ликвидирани.
Към базата е 96-а част спомагателни кораби за поддръжка с противопожарния „Ахелой“, танкера „Акин“, буксира № 410 и 3 невъоръжени водолазни и многоцелеви катера.
База Балчик – закрита. На 1 септември 1992 г., Пети дивизион миночистачни кораби: 8 рейдови миночистача проект 1259.2 и два рейдови миночистача проект 501. е пребазиран във Варна. В 2007 г. базата е ликвидирана и на 19 ноември 2010 всичко останало там е предадено на Земеделското министерство за рибарско пристанище.
База Созопол – закрита. Там са били базирани ракетният дивизион и други кораби от Десета бригада леки сили, базата е ликвидирана в 2005 г. Остават 38 масивни сгради с обща застроена площ над 10 хил. кв. м, три подземни склада и хидротехнически съоръжения, използвани дотогава от Министерството на отбраната като военно пристанище. През 2007 година правителството прехвърля стопанисването на острова на МРРБ за бъдещо курортно строителство.

### Военноморски офицерски корпус
В новосъздадения през 1879 г. български военен флот официално се водят на българска служба 7 руски офицери – доброволци, начело с капитан-лейтенант Александър Е. Конкевич – командир на Дунавската флотилия. Първият български офицер на служба във флота е поручик Александър Г. Фудулски, назначен през 1883 г. за командир на Портовата рота. Подготовката на българските флотски офицери и специалисти започва през 1882 г., когато в различни военни училища в Санкт Петербург са изпратени 12 български младежи. Първият българин – морски офицер е мичман Владимир П. Кисимов, назначен за командир на парахода „Голубчик“.
След отзоваването на руските офицери и политическата криза от 1886 – 1887 г., флотът изпитва остра кадрова криза. На служба се привличат възпитаници на Военното училище в София, които получават военноморска квалификация чрез курсове през 1893 – 1895 г. Попълването на флота с командири става и чрез подготовката на български младежи в чуждестранни морски училища – Морска търговска академия в Ливорно (Италия), Императорска кралска академия за мореплаване и търговия в Триест (Австро-Унгария). На специализация във френския военен флот са изпратени двама български морски лейтенанти.
В периода до Балканските войни в Русия са подготвени 66 морски офицери, във Франция – 19, в Австро-Унгария – 16, в Италия – 2. През 1914 г. се налага идеята за превръщането на Машинното училище при флота в национален център за морско образование. За първи път през 1917 г. възпитаници на училището получават офицерско звание. След тригодишен теоретичен курс те продължават образованието си в чужбина. За 5 години в Германия са подготвени 71 морски специалисти, а Кралската военноморска академия в Ливорно завършват двама български офицери.
По време на Втората световна война новопроизведените офицери от Морския отдел на Военното училище в София се изпращат ежегодно на стаж в германския военен флот. През този период Морското училище се утвърждава като единственото учебно заведение в България за навигационни и технически кадри за корабоплаването. От 1942 г. то е признато за висше специално военноморско учебно заведение за подготовка на офицери за военния флот.
При проведената чистка в армията през 1946 и 1947 г. от флота са освободени 150 „царски“ офицери, след което много длъжности остават незаети. За периода от 15 септември 1944 до края на 1948 г. във флота са приети около 350 запасни офицери за команден и технически състав, повечето завършили Военноморското училище. От тях се попълват в голяма степен екипажите на новополучените бойни кораби. След закриването на Морския отдел на Военното училище в София, основен източник на офицерски кадри за военноморския флот остава Военноморското училище. През 1950 г. и 1951 г. са приети като курсанти 280 студенти от висшите граждански учебни заведения в столицата и 30 матроси от флота със средно образование. Те преминават съкратен двугодишен курс на обучение и през 1952 и 1953 г. получават офицерски звания.
Корабни и брегови специалисти се подготвят и във Военноморската академия и военноморските училища на СССР като до 1974 г. пълния курс на академията завършват 140 офицери от флота, а военни училища – 78 български младежи.
До 1956 г. в съветски военноморски училища се обучават офицери предимно по специалности, каквито в нашето военноморско училище няма. През 1957 г. е закрит Военноморският факултет, създаден през 1951 г. към Военнотехническата академия в София, но функциониращ във Варна с два профила – командно-щабен и тилови. За периода от 1944 до 1974 г. Военноморското училище подготвя 3380 корабоводители, корабни механици и други специалисти с висше образование. Само за военния флот от 1950 до 1974 г. училището подготвя 1350 морски офицери. Командването на флота решава офицери с висша (академична) квалификация да се обучават в съветската Военноморска академия, а корабни офицери – във Военноморските училища и във висшите специални офицерски курсове в Ленинград, което продължава до 1989 г.
Количеството на българските морски офицери, обучаващи се в чуждестранни военноморски академии и колежи, значително се увеличава след началото на демократичните промени в България. До 1992 г. офицери се обучават във военните академии на САЩ, Германия, Франция и Русия. От началото на 1993 г. в съответствие с Програмата „Партньорство за мир“ български морски офицери се обучават във военни академии и генерал-щабни курсове в САЩ, Германия, Франция, Италия, а от 1998 г. – в Гърция и Турция.
Днес на служба като офицери във ВМС се приемат завършилите ВВМУ „Н. Й. Вапцаров“, другите военни училища, а така също и висши граждански учебни заведения при определени изисквания и на договорна основа.

### Висше военноморско училище „Никола Йонков Вапцаров“ (ВВМУ)
На 9 януари 1881 г. (стар стил) с Циркуляр № 7 на Военното ведомство към Флотилията и Морската част в град Русе се създава Морско училище. Първи началник е руският инженер-механик младши лейтенант Павел Машнин, първи началник българин – мичман I ранг Константин Божков. В Морско училище се приемат юноши от 14 до 18-годишна възраст. Срокът на обучение е 6 години – по 3 години за теория и практика. В последния февруарски ден на 1881 година първите приети около 40 българчета са облечени в униформа и започват занятия. От 1882 до 1892 името се изменя на Техническа школа, а след това на Машинна школа.
През 1892 г. Машинната школа е развита в Унтерофицерска школа с 5 специалности – боцмани, кърмчии, артилеристи, миньори и машинисти. От последната специалност през 1900 г. в град Варна е обособено самостоятелно Машинно училище към флота. През 1904 г. със закон Машинното училище е утвърдено за първото в страната средно техническо учебно заведение. През 1942 г. то получава статут на висше специално военно учебно заведение, а от 1956 г. на завършилите училището се признава висше морско образование с инженерна квалификация „Корабоводител“ и „Корабен механик“.
През годините флотската Алма матер често мени името си – училище, школа и отново училище; статута си – от практическо училище за подготовка на нисши технически кадри до висше учебно заведение; местоположението си – Русе, Созопол, Шумен и Варна; началниците си – 51 на брой. В училището са служили или са го командвали 8 от българските адмирали. От 1949 г. училището носи името на Никола Вапцаров, а от 1954 г. е в днешните си основни сгради, увеличавани впоследствие в по-добри за строителство времена. През цялата история на училището неговите питомници са практикували общо на 17 военни, граждански, собствени или придавани от други ведомства кораби, сред които 8 ветрохода.
Първото си бойно знаме Морското училище получава от цар Борис III на 19 декември 1937 г., а знамето, което има днес – на 12 август 1956 г. от председателя на Народното събрание Георги Дамянов. През 1981 г. на училището е връчено непреходно знаме „1300 години българска държава“ за постигнати най-високи успехи сред всички висши военни училища в страната.
Днес училището има 4 факултета – „Навигационен“ и „Инженерен“, 14 катедри и готви кадри по 5 специалности за гражданския и военния флот. Изучават се дисциплини, характерни за висшето техническо образование, както и специализирани военни дисциплини. Завършилите училището получават магистърска степен по гражданските специалности и бакалавърска степен по военните специалности. Сред командно-преподавателския състав са 2 професори, 32 доценти и 17 доктори. Училището разполага със съвременна учебна база, модерни тренажори, кабинети, планетариум, музей, културен център, спортен комплекс. Курсантите провеждат учебната практика в летен лагер, по бойните кораби от ВМС, на учебен кораб № 421, на учебно-производствен кораб „Н. Й. Вапцаров“ и учебно-ветроходен кораб – баркентина „Калиакра“. По традиция ветроходът завоюва призови места в престижната международна регата „Къти Сарк“, а през 1992 г. прекоси Атлантика, участвайки в проявите, свързани с 500-годишнината от откриването на Америка от Христофор Колумб.
Със своята дългогодишна история, с богатите си традиции и с високото равнище на професионална подготовка, която осигурява, ВВМУ „Н. Й. Вапцаров“ днес е естествен център на морското образователно дело в България. Випускниците на училището са гръбнакът на българския военен и граждански флот, реализират се и в различни други области на икономическия и социален живот. Те получават назначение и работят успешно в много чуждестранни фирми и корабоплавателни кампании по света. От 1953 до 1994 г. са приети 183 и са завършили курс на обучение от 3 до 5 години 136 випускници по 3 специалност от 11 държави от Европа, Африка, Азия и Латинска Америка.
Научноизследователската работа, провеждана в училището, е насочена към развитието на теорията и научно обслужване предимно на военноморската дейност, водния транспорт и съпътстващите ги дейности, както и фундаментални проучвания, свързани с повишаване на квалификацията на научно-преподавателския състав. Преподаватели и колективи работят по теми и осъществяват контакти с научни работници от чужбина. Съвместно с Българския морски квалификационен център се поддържат връзки с Международната морска организация (IMO). Училището е включено в Консорциума на военните академии и институти за изследвания в областта на сигурността по линия на програмата „Партньорство за мир“. Усилено се работи по оперативната съвместимост с НАТО.
В училището функционират Научноизследователски сектор и Издателски център. Издадени са над 90 учебници, монографии и учебни пособия. През година се провеждат научни сесии, някои от които с международно участие. Материалите от сесиите се отпечатват в сборник „Морски научен форум“.
В рамките на училището като самостоятелни учебни звена съществуват Център за подготовка на старшински кадри за ВМС (от 1992 г.), Център за следдипломна квалификация на офицери от ВМС (от 1993 г.) и Академичен курс (от 1999 г.). От 1992 г. е разкрит Граждански факултет, който през 1998 г. преминава към новосъздадените 2 факултета в училището.
Във връзка с реформата на военнообразователната система, перспективите за развитие на ВМС през следващото хилядолетие и икономическите затруднения, които изпитва страната, Морското училище е в процес на сложни и трудни промени. Редуциране на командно-преподавателския състав, вписване в системата на единното военно образование за кадрите на армията, използване на пазарни механизми и съответствие на международните морски стандарти са най-новите предизвикателства пред флотската Алма матер.

### Военноморски старшини
В първите години в новосъздадения български военен флот на река Дунав служат 58 подофицери и матроси специалисти – руски доброволци. За осигуряване с български подофицерски кадри на 9 януари 1881 г. при Дунавската флотилия е открита Машинна школа за подготовка на изпълнителски технически персонал за корабите и Арсенала.
През 1892 г. подготовката на подофицери за флота минава на нов етап. Машинната школа в Русе прераства в Морска унтерофицерска (подофицерска) школа. Тя подготвя машинисти, боцмани, кърмчии (рулеви), артилеристи и миньори. Срокът за теоретичната подготовка е три години, а задължителната платена служба във флота като стажанти – две години. След десет години непрекъсната служба като подофицери на възпитаниците на школата се дава възможност да получат офицерско звание.
След 1900 г. подофицерски кадри се подготвят в Машинното училище при флота във Варна и Минната школа за подготовка на изпълнителски кадри в Русе, закрита през 1909 г. На 1 януари 1912 г. се формира Учебна част на флота, а на 10 март 1912 г. се създават Морски специални школи във Варна, които поемат изцяло подготовката на подофицери. Те се избират между младежите, служили във флота. За попълването с подофицери техници се разчита на Машинното училище, което от 1904 г. става средно учебно заведение.
През 1918 г. за пръв път е създадена и подофицерска артилерийска школа във флота. Много от подофицерите са изпращани на специализация в Германия. Изпълнителски кадри в областта на машинната техника и електротехниката се подготвят основно в Морските специални школи до 1936 г. Друг път за осигуряване на флота с подофицерски кадри е Школата за кандидат-подофицери и моряци специалисти с два отдела – строеви и технически. Местата за свръхсрочнослужещи подофицери се попълват от завършилите школата, след изтичане на срока на действителната служба.
След 1945 г. старшински кадри за нуждите на военния флот се подготвят във военно-гимназиалния отдел на военноморското училище. От 1951 г. във Варна функционира Нахимовско училище, което е закрито през 1955 г.
През шестдесетте години на ХХ век военният флот се попълва със старшини от матросите, завършили срока на задължителната служба – командири на отделения. През този период до 1971 г. първоначално на територията на Военноморска база Варна съществува Морска учебна част при флота с две звена – Учебен свързочен център и Радиотехническа школа. Впоследствие Морската учебна част при флота е преместена в района на „Пясъка“.
Положилите военна клетва младежи със средно специално образование се обучават половин година по военноморските специалности. На получилите по време на срочната служба звания старшина II и старшина I степен се дава възможност да останат на свръхсрочна служба като старшини.
Повишените изисквания към подготовката на свръхсрочнослужещия старшински състав налагат създаването през 1971 г. на Средно старшинско военноморско училище със срок на обучение 4 години. Дългогодишен командир е кап. 2 ранг Димитър П.Димитров. От 1981 г. то е преустроено в Мичманско средно военноморско училище. В него постъпват младежи със средно образование, а срокът на обучение е 2 години. Завършилите получават средно специално военноморско техническо образование. Училището съществува до 1992 година.
На 1 септември 1992 г. е създаден Център за подготовка на старшински кадри като самостоятелно учебно звено в структурата на Военноморското училище. Основната задача на центъра е повишаване на квалификацията на кадровите старшини по военноморските специалности. Съществуват два курса – за квалификация по военноморски специалности на гражданските лица със средно образование, приети на служба и за повишаване на квалификацията на старшини и офицерски кандидати, назначени на длъжностите командир и помощник-командир на взвод, старшина на рота и приравнените на тях. Подготовката се води по две направления – брегови и корабни специалисти, като се използват учебно-материалната база и преподавателите на Военноморското училище.
Днес на кадрова военна служба като старшини във ВМС се приемат български граждани, които са отслужили наборната военна служба и са положили военна клетва, имат средно или по-високо образование и не са по-възрастни от 35 години.
След явяване на конкурс с кандидатите се подписва договор за определен срок. Новоназначените преминават курс на обучение в Центъра за подготовка на старшински кадри и продължават службата си в корабните или брегови поделения на Военноморските сили.

### Жените във военноморските сили
Първата жена офицер във ВМС е лейтенант Зорка Вълчева, родена в град Варна. Завършила през 1951 г. Военновъздушното училище, тя започва и завършва офицерската си кариера като синоптик в Хидрографската служба на флота. Служи 30 години, от които 13 – с последното си звание – подполковник. След девоенизирането на длъжността ѝ, Зорка Вълчева още десет години прави прогнози, но като военен служител.
През периода 1951 – 1953 г. като офицери летци на хидропланите от летище „Чайка“ са служили старши лейтенант Милка Маркова и лейтенант Сийка Цончева, възпитанички на Военновъздушното училище.
От 1954 г. във флота служат и завършилите Народното военно училище за преводачи в град София – старши лейтенант Елка Михайлова с гръцки език, лейтенант Кина Бехтерева с английски език и Василка Попова с турски език, преминала последна в запаса през 1957 г.
В края на петдесетте и началото на шестдесетте години на ХХ век са военизирани няколко длъжности за лекари и фармацевти във Военноморската болница във Варна, които са заемани от жени. Подполковник Атанаска Кирилова е началник на аптеката на болницата до 1967 г., а след това началник на отчетно-оперативното отделение на медицинския склад на флота. С офицерски звания са били лекарките Иванка Вълчева, Райна Янева и др.
Задочния курс на Военноморското училище са завършили две жени корабоводители. С офицерско звание от запаса е инж. Ангелина Балтова – капитан в Параходство БМФ.
През 1992 г. във ВМС постъпва първата, а през следващата година още две жени – „истински“ офицери, завършили пълния курс на Висшето военно училище „В. Левски“ в град Велико Търново. Капитан Валентина Денчева, старши лейтенантите Вера Жекова и Светлана Великова служат в органите за връзки с обществеността, съответно във Военноморското училище, Новобранския учебен център на ВМС и Военноморска база Бургас.
За първи път в историята на Военноморското училище през 1998 г. са приети за редовно обучение девойки по две специалности за нуждите на ВМС. Здравка Димитрова, Антония Иванова и Мая Андонова се обучават в специалността „Радиотехнически системи“, а Красимира Митева и Веселка Лакова в специалността „Корабни машини и механизми“.
Във флота жени заемат длъжности и за кадрови старшини. През 1981 г. са назначени, а през следващата година на курс в Средното старшинско военноморско училище са изпратени първите 21 жени, приети за старшини във флота. Те полагат изпити, военна клетва и със звание старшина II степен започват службата си във ВМС. Част от тях, заедно с новоназначените им колежки, се реализират на длъжности по свръзките, наблюдението, деловодството, шифровата служба, отчета на личния състав, бреговото медицинско осигуряване. Доайен сред тях е мичман Елена Димитрова, която 18 години служи безупречно на длъжност по отчета на личния състав в Главния щаб на ВМС. Жените са около 3 процента от старшинския състав на флота.
Най-много жени – над половината – има сред категорията на военните служители. Те заемат почти целия спектър на длъжности, на които се реализират и мъжете – най-различни осигурявания, производствена дейност, администрация. На най-високото „йерархично равнище“ е доцент Вяра Петкова – началник на катедра „Чужди езици“ във Военноморското училище. Преобладаващо женски „територии“ са финансовите служби, храненето, деловодството и др.

### Леки сили
Леките сили на флота се състоят от ракетна корвета и 6 ракетни катера. Те са наследници на предшественици, историята на които води началото си от 1884 г., когато от Русия са получени 2 катера („Ботев“ и „Левски“), въоръжени с прътови мини, които остават на въоръжение в Дунавската флотилия до 1913 г.
От 1904 до 1908 г. от Франция са доставени 6 миноносци. Те участват в Балканската, Първата и Втората световни войни. От 1957 г. един от тях е във Военноморския музей и е единственият в света екземпляр от този тип. От 1939 до 1941 г. от Германия са закупени 3 торпедни катера тип „Люрсен“, а през Втората световна война – още 4 торпедни катера тип „Пауер“, които се използват до 1955 г.
Ново развитие на леките сили започва след войната. През 1950 г. се създава дивизион от 12 торпедни катера тип ТМ-200, получени от СССР.
През 1957 г. се създава нов дивизион торпедни катери проект „123-К“, въоръжени с радиолокационни станции. В началото на 60-те години на ХХ век катерите са пребазирани в Созопол.
Качествени промени в развитието на леките сили настъпват през 1970 г., когато дивизионът се превъоръжава с торпедни катери проект „206“. Те имат водоизместване 160 тона, скорост 46 възела, четири 533-мм торпедни апарата, две сдвоени 30-мм зенитни оръдия и сравнително модерни за времето си радиолокационни станции. Първи командир на дивизиона е капитан III ранг Владимир Петров Христакиев. Първите командири и механици на катери, преминали подготовката в Севастопол са: на ТКА 25 командир к-н л-т Любчо Милушев Манов, механик ст.л-т Никола Костов Казанджиев, на ТКА 26 командир ст.л-т Захари Димитров Димитров, механик л-т Пеньо Стоянов Добрев, на ТКА 27 командир ст.л-т Иван Иванов Нанков, механик ст.л-т Димитър Димитров Динев, на ТКА 28 командир ст.л-т Милан Жеков Миланов, механик л-т Кунчо Димитров Узунов.
През същата година е назначен командирът на първия корабен ракетен дивизион – капитан III ранг Дечо Матов, който съвместно с командването на флота извършва кадрови подбор и организационно сглобяване на неговия щаб и 3 катерни екипажа. Целият личен състав на дивизиона е командирован за 6 месеца в Севастопол, където усвоява и приема новата техника.
На 29 септември 1970 г. се създава ново съединение на флота – бригада ракетни и торпедни катери от 2 корабни дивизиона в Созопол. Първи командир на бригадата е капитан I ранг Илия Площаков. На 30 април 1971 г. тържествено е вдигнат българският военноморски флаг на първите 3 ракетни катера тип „Оса“. Те имат 220 тона водоизместване и са въоръжени с 4 противокорабни ракети SSN-2, две сдвоени 30-мм зенитни скорострелни оръдия и модерна радиолокационна техника. Първите ракетни стрелби се провеждат на съветски полигони, а през 1976 г. за първи път се организира практическа ракетна стрелба в български полигон.
През 1977, 1982 и 1984 г. бригадата се попълва с още 3 ракетни катера от същия тип, а през 1989 г. – с ракетна корвета от типа „Тарантул-II“ (водоизместване 580 тона, скорост 42 възела, ракети SSN-8 с далечина на стрелбата над 80 км, две 6-цевни 30-мм зенитни оръдия. Корветата има модерна радиоелектроника и радиолокационно въоръжение и може да стреля по цели зад видимия хоризонт.
Задачи на бригадата леки сили са усвояване и експлоатация на новата бойна техника, усъвършенстване тактиката на ударните сили, развитието на способите за съвместно използване на ракетни и торпедни катери, самостоятелно и във взаимодействие с авиация и други сили на флота, провеждането на ракетни стрелби.
През есента на 1980 г. се създават смесени дивизиони с по 2 ракетни и 3 торпедни катера, а през 1989 г. с получаването на ракетната корвета, торпедните катери отново са зачислени в един дивизион с още 2 ракетни катера.
Началото на 90-те години на ХХ век бележи нови промени в структурата и организацията на бригадата. Торпедните катери са изведени от бойния състав, а от месец октомври 1992 г. съединението се преименува в Бригада леки сили. В дивизионите се премахват щабовете и са извършени структурни промени в щаба на бригадата. Трима от командирите на съединението впоследствие получават адмиралски звания. Плод на труда на катерниците са награждаването на бригадата през 1981 г. с юбилейното знаме „1300 години българска държава“, успешното участие във флотските и многонационални учения от типа „Бриз“ и „Кооператив партнър“.

### Подводници
От 1907 г. в българския военен флот служи първият морски офицер – подводничар – лейтенант Рашко Серафимов. След завършването на Морската търговска академия в Триест (1892 – 1895 г.), няколко години той специализира във френския флот, след това се обучава в подводния офицерски клас в Кронщад и практикува на руски подводници.
По време на Първата световна война германски подводници се базират в български пристанища и изпълняват бойни задачи в западната част на Черно море. През 1915 г. с германското командване е договорено предаването на подводница UB-8 на българския военен флот. Сформиран е и първият български екипаж, който започва да практикува на германските подводници.
Тържествено зачисляване на „Подводник № 18“ в състава на военния флот се осъществява в пристанището на двореца Евксиноград на 25 май 1916 г., с което България става деветнадесетата страна, която има подводници, или осемнадесетата страна имаща подводница. Подводницата е построена през предишната година, има водоизместване 128 (142) тона, дължина – 28,10 м, ширина – 3,15 м, скорост – 6,7 (6) възела и район на плаване 1650 мили. Въоръжението ѝ се състои от два носови 450-мм торпедни апарата, едно петцевно револверно оръдие и една картечница. Освен командира – лейтенант Никола Тодоров, младшия офицер и механика, в екипажа на подводницата влизат още 14 подофицери и моряци. Първото си бойно плаване подводницата извършва още на 4 и 5 юли 1916 г. След края на войната подводницата е откарана в Истанбул и е унищожена, а според клаузите на Ньойския договор България няма право на подводен флот.
Нов етап в развитието на подводния флот започва след Втората световна война, когато се планира получаването на подводници от Съветския съюз. От 1948 до 1954 г. в Одеса български офицери, старшини и матроси усвояват и се обучават в поддържането и бойното използване на подводници. На 18 август 1954 г. в тържествена обстановка дивизион от три подводници проект М-XV („Малютка“) се зачислява в българския флот. Първи командир на дивизиона е капитан I ранг Матей Матеев, а командири на подводниците – офицерите Тодор Георгиев, Иван Фиданчев и Илия Мазнев.
През 1958 г. дивизионът получава две по-модерни подводници проект 613. Различни длъжности в дивизиона са заемали четирима офицери, които впоследствие получават адмиралско звание.
Качествено нов етап бележи развитието на дивизиона, когато през пролетта на 1972 г. са получени нови две подводници проект 633.
Подводниците отработват изпълнението на различни задачи, участват в учения с другите родове сили на флота. През 1977 г. подводница № 11 е наградена от министъра на отбраната с „Вимпел за мъжество и войнска доблест“.
През 1983 – 1985 г. са получени още две подводници от същия проект, а периодът 1985 – 1990 г. е апогей в българското подводно плаване, защото от създаването на ВМС в него за първи път едновременно служат четири от всичките десет подводници, над които се е вял българският военноморски флаг. През месец юли 1988 г. в рамките на поисково-спасително учение между надводни кораби и подводница с участието на съветска спасителна команда за първи път по „сух“ способ група матроси са изведени на повърхността от лежаща на дъното подводница.
Новите военно-политически и икономически реалности налагат след 1990 г. две от подводниците да бъдат изведени от строя. През 1993 г. в рамките на международно учение „Спасение 93“, на което българските ВМС са домакини, за пръв път турски спасителен кораб извежда на повърхността пет подводничари от българска „аварирала“ и лежаща на дъното подводница. През месец юли 1994 г. и българска подводница участва в учение на турските ВМС.
През 1998 г. за пръв път е осъществена подмяна на акумулаторните батерии на подводница „Слава“ и е възстановено прекъснатото през периода октомври 1997 – февруари 1999 г. подводно плаване. През последните си години за пръв път в екипажа на подводница са приети на служба и кадрови матроси. „Слава“ е изведена от експлоатация през ноември 2011 г., което слага край на българското подводно плаване.

### Военноморска авиация
Идеята за създаването на българска военноморска авиация датира от времето на Първата световна война. Тя става по-лесно осъществима през 1915 г., когато във Варна е създадена германска водосамолетна станция с 4 машини. През следващата година група от 13 летци заминава за обучение в Германия, а при учебен полет на 10 юни загива нейният началник лейтенант Преслав Ляпчев.
Организационното обособяване на първата българска „водохвърчилна станция“ с началник лейтенант Иван Михайлов става на 1 май 1917 г. Първоначално станцията има 4 хидросамолета, които скоро нарастват до 10 (2 машини „Румплер“ и 8 – „Фридрихсхафен“). Само след година се откриват летището и хангарите в местността „Чайка“ на брега на Варненското езеро. Хидросамолетите изпълняват патрулни задачи за откриване на надводни цели на далечните подстъпи към брега.
След края на Първата световна война летището е разформировано съгласно Ньойския договор. Между двете войни на него има само няколко учебни самолета и се поддържа работилницата. Летището възстановява дейността си през 1939 г., а през 1942 г. от Германия се доставят няколко хидроплана Arado Ar 196 „Акула“. По време на войната те се използват за разузнаване и нападение на морски цели, а в периода 1944 – 1945 г. извършват въздушно наблюдение в интерес на миночистенето в Черно море.
Съвременната българска морска авиация води началото си от 1959 г., когато 3 екипажа започват да усвояват 2 вертолета Ми-4М съветско производство. На 14 октомври същата година официално е сформирана отделната противоподводна ескадрила, която първоначално организационно е към Военновъздушните сили и е базирана на летище „Враждебна“ край София. На 5 май 1961 г. ескадрилата е прехвърлена на летище „Чайка“ и преминава в подчинение на ВМС. Първи командир на ескадрилата е майор Димитър Георгиев.
В началото на 1966 г. при изпълнение на задача в рязко влошени метеорологични условия вертолетът пада в езерото, при което загива авиационният елит на поделението – командирът подполковник Дамян Алексиев и офицерите Василев и Пенков.
Качествени промени в морската авиация настъпват през 1979 г., когато тя получава вертолети от трето поколение – Ми-14ПЛ. Вертолетите усвояват взаимодействие с патрулните кораби, насочване на ударните сили, експериментирана е съвместна дейност с миночистачи. На 15 май 1983 г. в сложни условия е изпълнен групов полет от 4 вертолета по маршрут Варна – Севастопол без кацане над Черно море.
Най-доброто време за българската военноморска авиация е в периода между 1984 и 1990 г., когато тя разполага с 10 бойни и една транспортна машини, усъвършенства изпълнението на широк кръг от задачи, самостоятелно и във взаимодействие с други сили от ВМС, подобрява подготовката си за борба с подводници, което е основното ѝ предназначение.
След 1990 г. летците усвояват нови функции в интерес на различни държавни и граждански органи и институции по разузнаване, контрол на корабоплаването, наблюдение, оказване на съдействие при природни бедствия и крупни аварии. Много са примерите на транспортиране на болни и родилки в лоши метеорологични условия, търсене на бедстващи в морето и изпълнение на нестандартни задачи в екстремални ситуации.
По време на учението „Кооператив партнър 97“ за пръв път български летци осъществяват кацане на чуждестранна палуба – американския десантен кораб док „Понс“, а в редица международни военноморски учения доказват своя висок професионализъм, управлявайки и чужди машини.
Поради различни материално-технически затруднения летателната дейност е прекъсната от декември 1997 до април 1998 г., след което подготовката на летците е възстановена. От 1 септември същата година ескадрилата е реорганизирана в авиобаза. В 4-десетилетната си история съвременната морска авиация е командвана от първокласните летци офицерите Димитър Георгиев, Дамян Алексиев, Атанас Вълков, Вълчо Димитров, Николай Сираков, Тодор Иванов, Георги Жеков, Виктор Ценов, Александър Александров, Жулиян Костадинов и Милен Хинтоларски. Ежегодно военноморските авиатори успешно участват в учения от типа „Бриз“ и „Кооператив партнър“, където по нищо не отстъпват на колегите си от палубната авиация на чуждестранните кораби. Те многократно демонстрират пред гражданството най-сложната и „атрактивна“ част от подготовката си – кацане и излитане от морска повърхност – нещо, което е във възможностите на малко типове вертолети в света.

### Артилеристи
Идеята за артилерийската отбрана на крайбрежието възниква през 1896 – 1898 г., поради необходимост от брегово прикриване на новосъздадения черноморски военен флот. През 1904 г. е изготвен план за отбрана на морския бряг, който предвижда използването на съществуващата крепостна артилерия. Най-известни флотски артилеристи са капитан I ранг Димитър Добрев – участник като млад офицер в прочутата морска битка при Цушима и полковник Милко Железов – един от създателите на бреговата артилерия.
Със закупуването на една френска двуоръдейна 240-мм батарея през 1906 г. се поставя началото на флотската брегова артилерия. В периода до 1912 г. се изгражда Варненският, а по-късно и Бургаският укрепени пунктове.
Бойното кръщение на бреговата артилерия е на 11 (24) октомври 1912 г. по време на Балканската война. Пред Варна се появяват турският крайцер „Меджидие“ и един контраминоносец, по който 240-мм батарея открива огън. В резултат на артилерийския двубой корабите отстъпват навътре в морето на безопасна за Варна дистанция.
През 1916 – 1917 г. от Германия се доставят няколко брегови батареи, които са в основата на новосъздадените Варненски и Бургаски артилерийски полкове, подчинени съответно на командирите на двата укрепени района. В периода 1942 – 1943 г. брегова артилерия има и край Бяло море – артилерийски полкове в Дедеагач и Кавала, отбраняващи най-южната българска граница.
След Втората световна война започва и продължава до 1952 г. превъоръжаването на бреговата артилерия с нови 130 и 100-мм батареи, а използването на радиолокационни станции повишава значително точността и далекобойността на оръдията.
Качествени промени в развитието на бреговата артилерия на ВМС настъпват през 1962 г., когато в нейния състав се включват брегови ракетни комплекси. През месец юни 1964 г., успешно са проведени първите практически ракетни стрелби. В следващите години се сглобяват разчети и разписания, провеждат се множество самостоятелни летни и зимни лагери.
През 1978 и 1986 г. постъпва нова още по-съвършена техника, която издига подготовката на по-високо ниво. Влизат в действие модерни тренажори за обучение на бойните разчети.
През 1987 г. се открива нов казармен район. Новите жилищни корпуси, щаб и гаражи за техниката определят съвременния облик на поделението, а високо подготвените специалистите го превръщат в приемник и продължител на традициите на флотските артилеристи.

### Свръзки и комуникации
Датата 24 юни 1911 г., когато на крайцера „Надежда“ е монтирана радиостанция „Телефункен“, се счита за начало на свързочното дело във флота. Военноморските свързочници правят бойното си кръщение на 16 октомври 1912 г., когато успяват да заловят радиограми от румънския пътнически кораб „Принцеса Мария“, съдържащи данни за бреговите батареи и минното заграждение по българското крайбрежие. През следващата година по време на обсадата на Одрин радиотелеграфистите от крайцера „Надежда“ осъществяват първи български преднамерени смущения на противникова свръзка – радиопредаванията между Одрин и Цариград.
На основата на свързочния възел на флота на 2 октомври 1952 г. се създава свързочен полк към ВМС, който осигурява всички видове свръзка.
Първоначално полкът се разполага в района на Военноморска база Варна, по-късно в местността „Горна Трака“, след това на „Пясъка“, в старата сграда на Морското училище (френската гимназия), в новата му сграда (след 1958 г.) и накрая в района на Галата. След този период поделението на флотските свързочници претърпява развитие, многобройни структурни промени, попълва се с нова техника и усвоява нови задачи.
В периода 1974 – 1977 г. е построен нов учебен корпус и кабинети, внедряват се нови методи в обучението на свързочните специалисти. През 1974 г. е осъществена свръзка с подводници, а 2 години по-късно – тактическа свръзка с кораби и вертолети на море. На 24 май 1987 г. чрез ретранслатор, монтиран на изкуствен спътник на геостационарна орбита около Земята, от лейтенант Емил Попов за първи път е осъществена космическа свръзка.
В редица общофлотски и общоармейски свързочни състезания представители на поделението завоюват призови места. През 60-те години на ХХ век са завоювани четири I места във флота и две II в армията. През 1964 г. полкът постига комплексно I място в общоармейски състезания.
Екипажи от поделението се класират на III място през 1991 г., а през 1992 г. – на I и III места в свързочни състезания в Българската армия. В своята история поделението 2 пъти е „Отлично“ и 12 пъти – „Брегово поделение първенец във ВМС“.

### Военноморски учебен център
Новобранският учебен център на ВМС, или както още го наричат – „Пясъка“, се намира на „Острова“ – парчето земя, обособило се след прокопаването на втория канал Варненски залив – езеро.
Учебният център е приемник на Морските специални школи, създадени през 1912 и просъществували до 1936 г. във Варна, както и на Морската учебна част, появила се през 60-те години на ХХ век и закрита през 1971 г. Последният период от съществуването на Морската учебна част е именно в района на „Пясъка“.
В същия район през 1971 г. е създадено Средното старшинско военноморско училище, от 1981 г. – реорганизирано в Мичманско средно военноморско училище, закрито през 1992 г. През годините подготовката на новобранци за ВМС преминава през различни модели. Дълго време всяко поделение само готви своите новобранци, после се създават учебни центрове.

### Парашутисти
Във ВМС през периода 1958 – 1959 г. се обсъжда възможността и се отработват отделни задачи, които през 1960 година влизат във функциите на специализирано поделение, което започва и организирана парашутна и водолазна подготовки.
Поделението изминава сложен и труден път – набират се кадри, усвоява се новопостъпваща техника и имущество, овладяват се и се сменят райони на разположението му, създават се и се актуализират учебни програми и пособия, провежда се, в това число в други поделения от армията и на място, активна бойна подготовка. Постепенно се усъвършенства организацията на службата, разширява се кръгът от изпълняваните задачи, поделението дава все по-голям принос в бойната готовност на флота и по професионализъм и майсторство започва да съперничи на колегите си от нашата и чуждите армии.
През 1961 г. се провеждат първите учебно-тренировъчни парашутни скокове. През 1962 г. поделението заема III място в Общоармейския парашутен многобой. Прекъснало своето съществуване за около 7 години, през 1970 г. поделението се възражда отново. Началото на въздушно-десантната подготовка е поставено с помощта и в района на Пловдивския парашутен полк, първите парашутни скокове от вертолет са на летище Калиманци.
Поделението участва във всички крупни национални, двустранни и многонационални военноморски учения. През 1980 г. е обявено за „Брегово поделение първенец във флота“. От 1987 г. то се включва ежегодно с отбор в общоармейските състезания по парашутен многобой, като завоюва едно VI, едно V, две III, две II и едно I място, мерейки майсторство в последните години и с представителните отбори на други държави.

### Морска пехота
Първообразът на морската пехота може да се търси сред частите, извършили за първи път български морски десант по време на Първата световна война при освобождаването на Балчик през 1916 г. Във войната с Румъния на сухопътния фронт моряци от Портовата рота подпомагат Конната дивизия на действащата на приморско направление Трета армия и водят боеве в Добруджа. На 19 октомври 1916 г. Загиват 29 и са ранени 97 моряци.
Дружина морска пехота има в състава на създадения през 1941 г. Беломорски флот. Тя поддържа гарнизоните на островите Тасос и Самотраки. Моряшка рота от 116 доброволци от Морските войски участва в бойните действия на сухопътните фронтове през 1945 г. Рота морска пехота има и в състава на формирания през 1949 г. Черноморски флотски полуекипаж. Историците споменават за сформиран през 1952 г. стрелкови батальон морска пехота в район „Сокол“ край Варна.
През 1974 г. на военния парад в град София по случай 30 години от 9 май 1944 г. – Победата над фашизма, участва и специално сформиран блок морска пехота с униформи, аналог на руските.
В новия период, през есента на 1998 г., паралелно със сформирането на Силите за бързо реагиране в Българската армия, започва окомплектоването с кадрови състав и техника и на 92-ри отделен батальон морска пехота, дислоциран във военноморска база Бургас. Попълнени са почти всички офицерски и част от старшинските длъжности, приети са първите 11 кадрови, а през следващата година и първите 22 наборни матроси. От 1 януари 1999 г. в батальона морска пехота е организиран редовен учебен процес по тактико-специална, строева и физическа подготовки. За командир е назначен капитан Евгени Пенчев. Освен стандартното въоръжение за Българската армия пехотинците са разполагали и с десантни лодки, предвиждало се е получаване на бронетранспортьори, но поделението е закрито преди получаването им. В униформата на морските пехотинци е включена черна барета и специално създадена по идея на командира емблема, везана в Пловдив, която се е носила на десния ръкав на бойната и празничната униформа. Символът на морските пехотинци наподобява флотската емблема от 1977 г., като освен всичките повтарящи се елементи са включени надписа „Морска пехота“, извезан на син фон и растителни мотиви. Батальонът успешно взема участие във военноморските учения на 7-и дивизион десантни кораби.
На 2 май 2000 г. в изпълнение на плана за организационно изграждане на армията, със заповед на министъра на отбраната тогава Бойко Ноев, 92-ри отделен батальон морска пехота е разформирован.

## Военноморски бази

### Военноморска база Варна
С княжески указ № 40 от 12 ноември 1897 г. (18 години след създаването на флот на Дунав) се постановява формирането на Морска част с щаб във Варна. И преди тази дата военноморски флагове се веят над няколко съда, базирани в морския град, но получаването на построения в Бордо учебен крайцер „Надежда“ (1898 г.), включването във флота на 6-те миноносци – „Дръзки“, „Смели“, „Храбри“, „Строги“, „Летящи“ и „Шумни“ (1908 г.), както и някои други кораби, бележи важен етап в развитието на флота.
Днес в състава на базата влизат щаб; патрулен, миночистачен и спомагателен дивизион; хидрорайон; свързочно и радиотехническо поделение; ремонтна работилница и други обслужващи поделения; брегова батарея; крайбрежни постове. Базата разполага с оперативен център, учебни кабинети, полигон за обучение на водолази, видеоцентър, киносалон, спортен комплекс.
Въпреки остаряването и съкращаването на корабния състав в сравнение с апогея му през 80-те години на ХХ век, и днес Военноморска база Варна е боеспособно поделение на флота, участва във всички учения от типа „Бриз“ и „Кооператив партнър“ и двустранни учения с ВМС на черноморските държави, ежегодно нейни кораби плават в Средиземно море, изпълнява нови функции във взаимодействие с гражданските морски организации по морско спасяване, борбата с контрабандата и съдействие на граничните органи. От 2011 г. е Пункт за базиране в състава на Военноморска база Бургас (ВМБ-ВМС).

### Военноморска база-Бургас
Военноморска база Бургас се създава в изпълнение на Заповед № 434 от 7 ноември 1944 г. на командира на Морските войски. Тя влиза в сила на 15 декември 1944 г. Най-голямата военноморска база е приемник на българския Беломорски флот, защото се изгражда от неговия състав и от 26-и граничен участък.
Днес в състава на базата влизат щаб; патрулен, миночистачен, десантен и спомагателен дивизиони; хидрорайон; свързочно и радиотехническо поделение; ремонтна база и други спомагателни поделения. От 2011 г. е ВМБ-ВМС с два пункта за базиране на силите – Варна и Атия.

## Военно корабостроене и кораборемонт
Заедно със създаването на българския военен флот на река Дунав, той получава и бившия турски параходен арсенал. Измежду многото имена, които носят неговите приемници – Русенски портови завод, Ремонтна работилница, Кораборемонтен завод и др. най-трайно и вярно остава името Флотски арсенал – главен български военноморски кораборемонтен и корабостроителен център.
Безспорен успех на българското корабостроене по онова време е създаването на първия български плавателен съд след Освобождението, т.нар. „Бот № 1“ през 1881 г. След 1883 г., във връзка с обслужването на новия български кораб „Александър I“ флотските кораборемонтчици са първите в България специалисти, навлизащи в корабната електротехника. През 1890 – 1891 г. в Русе е построен първият самоходен плавателен съд, парният катер „Амалия“, което е начало на българското модерно корабостроене. Пак в този завод са построени към 1888 – 1890 г. и първите в България парна машина и парен котел. През месец август 1899 г. за пръв път се прилага нитоването при кораборемонт. По-късно вече се практикува ремонт на корабни енергетични уредби.
На 21 ноември 1897 г. заедно с формирането на българския Черноморски флот се създава Флотски арсенал и във Варна. Първото значително дело на арсеналци е сглобяването и пускането на вода (1904 – 1908 г.) на шестте торпедоносеца – „Дръзки“, „Смели“, „Храбри“, „Шумни“, „Летящи“ и „Строги“, доставени на части от Франция. За тази цел през 1906 г. във Варна е построен първият хелинг.
През периода на Първата световна война Флотският арсенал продължава ремонтно-възстановителната си дейност и поддръжката на бойните кораби.
Заедно с това се усвоява и новата флотска техника – първата българска подводница и първите български водосамолети. През военната 1917 г. Арсеналът получава голямо развитие, в него работят 20 офицери и чиновници, 200 моряци-специалисти и 50 цивилни работници. Планира се Флотският арсенал да строи военни кораби с водоизместване до 500 тона, парни машини до 1000 к.с., мотори с мощност до 500 к.с., турбини с мощност до 20 к.с., парни котли, електромотори. В него трябвало да се монтират подводници и миноносци с дължина до 100 метра, мини, торпеда и пр. Поръчан бил и първият плаващ док.
Между двете световни войни военноморското корабостроене и кораборемонт не загиват напълно, но са доста ограничени, поради неблагоприятните международни, военно-политически и икономически условия.
През Втората световна война корабостроенето и кораборемонтът се разпростират не само по Черно море и р. Дунав (Варна и Русе), където са историческите им корени. Те се разрастват с още два центъра – пристанище Кавала за обслужване на българския Беломорски флот и пристанище Охрид за обслужване на Охридската патрулна флотска група.
През военните години вече се решават по-сложни задачи, свързани с ремонта на военните кораби от типа „Люрсен“ и „Пауер“. По българска военна поръчка арсеналци построяват 9 малки катера от типа „МЧКА“, други малки кораби, както и един малък плаващ док.
След 1944 г. Флотският арсенал във Варна отново остава единствено най-крупно звено на военноморското корабостроене и кораборемонт.
Първоначално той обслужва съветски военни кораби от Черноморския съветски флот.
През 50-те години на ХХ век, успоредно с попълването на българския военен флот с нова материална част, нарастват отговорностите и възможностите на арсеналци. За цялата история на българското военно корабостроене са построени 44 плавателни съда от различен тип.
В началото на 60-те години на ХХ век Арсеналът се премества на нова площадка, където е и до днес. Кораборемонтни подразделения се създават и в пунктовете за базиране Атия и Созопол.
Понастоящем Кораборемонтният завод „Флотски арсенал“ се нарича „Терем ЕАД – клон Варна“ и заема голяма площ на брега на Варненското езеро. Разполага със значителна производствена база, плаващи докове и възможности за кораборемонт, значително надхвърлящи нуждите на българския военен флот. В новите пазарни условия заводът усъвършенства своята структура, повишава икономическата си ефективност, отваря се за граждански и чуждестранни клиенти.

### Кораби, построени в Кораборемонтния завод „Флотски арсенал“
- 1891, 1898 – 02 x Парни катери
- 1941 – 1947 – 12 x Стоманени миночистачни катери
- 1952 – 1953 – 02 x Дървени катери „Баркас“
- 1973 – 1996 – 11 x Катери „ПИОНЕР“
- 1975 – 1979 – 05 x Многоцелеви катери
- 1982 – 1988 – 04 x Влекачи
- 1981, 1982, 1987 – 03 x Хидрографски катери
- 1987 – 01 x Десантен катер „АКУЛА“
- 1988 – 01 x Мишена тип катамаран
- 1987, 1989 – 02 x Водолазни катери
- 1996 – 01 x Противопожарен катер

## Международни контакти
Още от създаването си българският военен флот осъществява активни контакти с ВМС на други държави. Те се изразяват в обмен на официални и делови корабни визити, участие в двустранни и многонационални учения в Черно и Средиземно море, срещи, симпозиуми и конференции, обучение на кадри, обмяна на опит във военноморското дело.
Българските пристанища са гостоприемни домакини на чуждестранни военноморски визити. От началото на ХХ век до 1989 г. 18 близки и далечни държави осъществяват 88 посещения с общо над 150 бойни и учебни военни кораби. Най-много са посещенията във Варна – 84, 7 от тях включват в програмата си и Бургас. Самостоятелни посещения е имало в Бургас – веднъж, а в Русе – 3 пъти.
Според историците първото официално посещение е от 29 юни до 1 юли 1901 г., когато руският броненосец „Ростислав“ и миноносец 253 под флага на великия княз Александър Романов посещават Варна и Бургас. Най-много посещения в този период осъществяват кораби на Русия и СССР – общо 27, Франция и Великобритания – по 9, Италия – 7, САЩ – 6, Полша, Югославия и Индия – по 4, Германия, Гърция и Румъния – по 3, Турция и ГДР – по 2, Швеция, Перу, Иран и Виетнам – по едно.
След началото на демократичните промени чуждестранните визити рязко се увеличават. За около 10 години повече от 200 кораба от 17 държави посещават наши пристанища или участват в учения, на които българските ВМС са домакини. Сред държавите, чиито кораби за пръв път плават в български води, се нареждат още и Сирия, Канада, Испания, Холандия, Норвегия, ЮАР, Южна Корея и Украйна. Рекордът принадлежи на 1995 г., когато 36 кораба от 12 държави посещават български пристанища. В новия период 5 кораба са били и в открития за посещения град Созопол.
Най-много корабни визити осъществяват САЩ, Турция, Гърция, Италия, Русия, Украйна и Румъния.
Нов етап в международните контакти са ученията, на които българските ВМС са домакини. За 7 години (1993 – 1999 г.) в 11 учения („Бриз“ – 93, 94, 95, 96 и 98, „Кооператив партнър“ – 95, 97 и 99, „Спасение 93“, „Морски партньор 94“, „Съвместно спасяване 95“) са участвали 140 български и 84 чужди кораби от 12 държави (5 черноморски и 7 нечерноморски).
В симпозиумите „Черно море – военноморски поглед“, организирани от българските ВМС, през 1993 г. по темата „ВМС в новите геополитически условия“ участват 100 души от 13 държави (26 доклада), а през 1995 г. по темата „Партньорството за мир и ролята на ВМС“ – 120 души от 11 държави (18 доклада).
От 9 до 11 април 1998 г. в гр. Варна се провежда Втората среща на командващите ВМС от черноморския регион.
Българският военноморски флаг също се вее в международни води. След създаването ѝ, кораби от Дунавската флотилия в град Русе посещават за първи път чужди пристанища. В периода 1899 – 1912 г. крайцерът „Надежда“ осъществява 19 плавания до руски пристанища.
Ескадреният миноносец „Георги Димитров“ е първия български военен кораб, който напуска пределите на Черно море – на официално посещение в Албания през януари 1957 г. През 1966 г. за първи път и стражевите кораби „Дръзки“ и „Смели“ преминават през Проливната зона и посещават Египет. През 1969 г. и 2 миночистача плават извън Черно море, а през 70-те години на ХХ век стражевите кораби осъществяват 3 щурмански плавания в Средиземно море. През 80-те години на ХХ век (1980 – 1987 г.) освен стражевите кораби и военни транспорти участват в плавания на 8 обединени ескадри с кораби от Черноморския флот на СССР в Средиземно море, а през 1988 и 1989 г. – в Черно море.
В новите военно-политически условия за пръв път през 1991 г. български военни кораби напускат Черно море, посещавайки Гърция, през 1993 г. визита е осъществена в Италия и Франция, а в следващите години – в Русия и Украйна.
От 1994 г. участието на български военни кораби в учения на други държави става ежегодно. До 1998 г., само за 5 години, 18 кораба участват в 11 учения на 5 държави; най-много в Турция – 5, в Румъния и Украйна – по 2, в Италия и Гърция – по едно.
През последните години значително се увеличава участието на български морски офицери в различни курсове, съвещания, планиращи конференции и учения в други държави, а на курсанти от Морското училище – в учебни плавания с чужди кораби.

## Хидрографска служба
Хидрографската служба на ВМС осъществява навигационно-хидрографското и хидрометеорологичното осигуряване на военния флот и гражданското корабоплаване. Службата е компетентен орган и отговаря за безопасността на корабоплаването в териториалните и вътрешните води на страната, има изключителното право да издава и разпространява морски карти и пособия по корабоплаване.
Рожденият ден на службата се свързваше с Постановление № 11 и Протокол № 23 на Министерски съвет от 23 март 1949 г., според които тогавашната Хидрографска служба, създадена към „Дирекция водни съобщения“, се прехвърля към Военноморския флот. Всъщност флотът отдавна има такава служба или поне нейни подобия.
Четири години след създаването на Дунавската флотилия, на 14 декември 1883 г. тогавашният ѝ командир руският капитан-лейтенант Зиновий Рожественски в поредния си рапорт до военния министър съобщава за решението на Княза, взето в резултат на редица по-раншни предложения „За устройство в Русе на метеорологическа станция…“. Старшият щурмански офицер на Флотилията лейтенант Широков е командирован в чужбина за закупуване на инструменти, а турската казарма приютява новосъздадената метеорологична станция – първообраз на днешната Хидрографска служба.
В морето изследванията датират много по-отдавна. В резултат на продължителна руска експедиция през 1816 г. се ражда първата генерална карта на Черно море и описание на Западното му крайбрежие. През 1854 г. английска експедиция работи по издаването на карти на Бургаския и Варненския заливи. Първите българи, включили се в изследванията, са лейтенант Стойков, който през 1897 г. и лейтенант Недев, който през 1906 г. изследват Варненския залив. През 1915 г. офицери от миноносците изследват другите заливи по крайбрежието.
Петдесетте години са период на многобройни структурни промени, щатно разширяване на Хидрографската служба и начало на систематични и интензивни изследвания в интерес на навигационно-хидрографското осигуряване на ВМС и търговското корабоплаване. За различни периоди от граждански ведомства на службата са придавани кораби и катери за извършване на изследвания в морето. „Продукцията“ на службата включва Атлас морски планове, различни видове карти, Морски условни знаци, Атлас на теченията, Каталог за карти и книги и т.н.
През 1969 г. се провеждат първите съвместни международни работи на борда на съветския хидрографски научноизследователски кораб „Екватор“.
През същия период Хидрографската служба координира полагането на подводния кабел Севастопол – Варна в нашите териториални води. На 26 април 1976 г. е получен нов специализиран хидрографски кораб, построен в Гданск. През 1979 г. е въведена радионавигационна система „БРАС“, предназначена за хидрографски изследвания и осигуряване на дейността на корабите от военния флот. Същата година се издават и първите навигационни известия до мореплавателите. През 1982 г. в Кораборемонтния завод „Флотски арсенал“ е построен многоцелеви хидрографски катер.
Хидрографската служба е изпълнявала задачи по делимитацията на границите с Румъния и Турция, както и във връзка с подготовката на специфични закони и правилници. Тя отговаря за 9 фара, 8 буя и 10 огъня, има 1 кораб и 2 катера.
Хидрографската служба на ВМС контактува с Международната хидрографска организация, Международната организация на фаровите служби, Средиземно-черноморската хидрографска комисия, партнира на Националния океанографски комитет, Националния съюз на геодезистите, взаимодейства с Института по океанология. В миналото са контактите със съответните служби на СССР, Полша и Германия, а в последните години твърде динамични – със службите от Гърция и Турция.
През септември 1998 г. хидрографският кораб „Адмирал Бранимир Орманов“ осигурява 8-дневна експедиция под егидата на ЮНЕСКО, която осъществява двуетапна изследователска програма край нос Галата. В нея участват 12 специалисти и миниподводницата PC-8B от Института по океанология, 8 научни работници от 5 чужди държави и 18 души от екипажа на кораба, сред които и трима специалисти от Хидрографската служба.

## Военноморски музей
Няколко години след създаването на военен флот на река Дунав морскомузейната събирателна дейност започва в град Русе през 1883 г. През 1920 г. съществуващата дотогава в Дунавската военна флотилия сбирка е пренесена във Варна от активисти на Българския народен морски сговор.
Морска музейна експозиция е открита през 1921 г., а е осветена официално на 20 май 1923 г. в сградата на тогавашната Девическа гимназия.
Показани са 495 предмета от морската история в разделите Корабоплаване, Минно дело, Водолазен, Риболовен и Общоисторически отдел. До 1955 г. музеят събира във фондовете си 11 481 свидетелства на морската култура.
Новата експозиция е открита на 12 август 1956 г. в сегашната сграда на Военноморския музей, година след преминаването му на подчинение към Министерството на народната отбрана. Сградата на музея е построена през миналия век. Тя е архитектурен паметник на културата с елементи от късния барок и неокласицизма. Музеят разполага с 12 зали с обща площ 416 m², където се показват ценни реликви – котви и корабни останки от Черно море, носови корабни украшения, флотски униформи на офицери и моряци, първите български морски мини. С оригинални корабни макети са представени и първите типове български военни кораби, връзките на българския военен флот с Европа и Русия, бойни торпеда, колекция от фарова оптика. Специална зала е посветена на участието на българския военноморски флот в Балканската война и на знаменитата победа на миноносеца „Дръзки“ срещу турския крайцер „Хамидие“. Подобаващо място е отделено на бойните успехи и героизма на флота през Първата и Втората световни войни. В отделна зала се проследява неговото развитие през последните десетилетия.
През периода 1957 – 1958 г. се изгражда паркова експозиция (повече от 100 експоната) и завършва монтажа на кораба музей „Дръзки“. Интерес представляват яхтата „Кор Кароли“, обиколила света; действащ перископ на подводница, вертолет, крилата ракета, корабни и брегови оръдия, морски мини.
Втората основна експозиция „Воден транспорт и граждански морски дейности“ отваря врати на 8 август 1993 г., има площ от 360 m² и съдържа уникални вещи, снимки и документи за морската култура по днешното българско крайбрежие. Там е показана и най-богата в България колекция от корабни модели – на различни типове кораби, плавали под български флаг, както и построени в български корабостроителници през последните повече от 100 години.
От 1993 г. музеят, който съхранява повече от 140 хиляди паметници на морската култура, е приет за член на Световната организация на морските музеи.

## Представителен военноморски духов оркестър
Флотският оркестър е част от „визитната картичка“ на ВМС. Посрещане на официални делегации и чуждестранни кораби, шествия и ритуали, военни клетви и празници, концерти – около 160 са изявите на оркестъра за една година.
Оркестърът е само с 5 години „по-млад“ от самия флот и като него се ражда на Дунава. На 10 декември 1883 година тогавашният командир на Дунавската флотилия капитан-лейтенант Зиновий Рожественски подава рапорт до военния министър на Княжество България в София с искане да бъде разрешено откриването на оркестър към Флотилията. На 15 декември министърът удовлетворява тази молба. Със своя заповед № 22 от 10 януари следващата година Рожественски обявява списъка на първите 22-ма назначени музиканти. На 28 февруари е назначен и първият капелмайстор – Франц Минарик.
От 15 март 1887 г. капелмайстор е Франц Свобода, по времето на който оркестърът осъществява забележително развитие. През следващата година, когато щаб на военноморския флот се създава във Варна, тук е преведен и духовият оркестър. За първи път прозвучават творби на Глинка, Чайковски, Верди и Вагнер, по-късно оркестърът свири Чайковски, Глинка, Римски-Корсаков. Свобода прави първите оркестрови разработки на Добри Христов.
Диригентската палка преминава последователно през ръцете на Венцеслав Павел, Александър Наумов, Петър Касабов, Георги Попов, Яким Попилиев, Емил Димчев, Радослав Хараламбиев и други – общо 16 диригенти.
Една от първите международни изяви на оркестъра е посещението на борда на учебния крайцер „Надежда“ в Севастопол през 1901 година. Следват турнета и фестивали в Румъния, Унгария, Гърция, Украйна.
В по-нови времена оркестърът включва в репертоара си произведения от Росини, Вебер, Бетховен, Моцарт, Щраус, Райчев, Карастоянов, оркестрови разработки на „АББА“, „Бийтълс“, Гершуин, Майкъл Джексън и други поп изпълнители.
Възпитаник на оркестъра е диригентът Николай Тонев – професор по духови ансамбли и валдхорна в Консерваторията. Като солисти в оркестъра са пели Йорданка Тенчева, Донка Шишманова, Станка Икономова, проф. Сава Димитров, проф. Кърпаров, Тодор Костов, Стефан Циганчев, Тинка Сколуфанова, Маргарита Лилова, Александрина Милчева.
Представителният духов оркестър е издал 2 грамофонни плочи, една аудиокасета и една видеокасета.

## Военноморски клуб
Едновременно със създаването на военен флот на Черно море през 1897 г. започва и организираната обществена и културна дейност на морските офицери и изграждането на красива сграда в ренесансов стил в центъра на Варна, специално за Офицерското събрание. Под ръководството на майор-инженер Тодор Бояджиев, Военният клуб се строи на ъгъла на днешните булеварди „Владислав Варненчик“ и „Мария Луиза“ по домакински начин от дюлгерите на предприемача Стефан Иванов. Решена в партер и два етажа, с ъгъл, разработен като главен художествен елемент, сградата на Дома на офицера е една от най-красивите в града. Построена е с двойна колонада, която преминава през двата етажа, а главният корниз опасва сградата откъм двете централни улици. Сградата е открита официално на 31 декември 1899 г. с първия офицерски бал. В своята история „Военният клуб“ неколкократно е преименуван – „Дом на Народната войска“, „Дом на Народния флот“, а от 1992 г. носи името „Военноморски клуб“.
Реконструираната през 1983 г. сграда на Военноморския клуб разполага с киносалон с 350 места, концертна зала със 120 места, заседателна зала, библиотека, хотел, ресторант, кафе-аперитив, дневен бар, игрална зала, фоайета, гримьорни и ателиета. Гордост на клуба са десетина художествени състави, студия и школи, в които участват повече от 300 души. Представителният военноморски театър, създаден преди повече от половин век, след четиригодишно прекъсване се възражда през 1995 г. и поставя по една, две пиеси на сезон. Военноморският клуб сътрудничи с други културни институти и фирми в град Варна и страната. Той предоставя своите сцени и екрани на два международни театрални и един национален любителски филмов фестивал. Многопосочната дейност на клуба допринася за военно-патриотичното възпитание на военнослужещите от поделенията, както и за културния отдих на хората с пагони и техните семейства. Сградата е един от символите на града, акцент в оформянето на централното градско ядро и архитектурен паметник от местно значение.

## Военноморска периодика
Българската военноморска периодика е с близо 90-годишна история, а нейните традиции биват продължени и с издаването на в-к „Военноморски преглед“, започнало през 1999 г. Продължава и издаването на националното морско списание „Клуб Океан“.

## Матроски клуб
Единственият гарнизонен културен институт във ВМС, предназначен за наборни военнослужещи, е Матроският клуб в град Варна. Той е създаден през февруари 1951 г. и в своята история е имал 10 началници. Дейността си клубът осъществява в сградата, в която се намира от 1973 г., както и в поделенията на флота от гарнизона. Концерти, в които се изявяват и матроски таланти, съвместни дискотеки с цивилната младеж, лекции по актуални за младото поколение и флота въпроси, срещи с интересни личности и състезания по военноприложни спортове са сред типичните му начинания. Ежегодно клубът провежда средно по 80 изяви сред военните моряци и им предоставя своята база за отдих по време на отпуск.
Екипът на клуба участва в издирването и създава условия за подготовка на индивидуални изпълнители и състави сред матросите и курсантите, с които ВМС се представят на прегледите на любителското художествено творчество в Българската армия. През седмицата, предшестваща празника на ВМС, по традиция Гарнизонният матроски клуб организира културно-художествени бригади, с които посещава отдалечените поделения по северното Черноморие.